# Giraffa camelopardalis
La jirafa (Giraffa camelopardalis) es una especie de mamífero artiodáctilo, de la familia Giraffidae propio de África. Es la más alta de todas las especies de animales terrestres existentes, ya que puede alcanzar una altura máxima de 5,7 m y un peso que varía entre 750 y 1600 kg.
Están adaptadas de forma única para alcanzar una vegetación inaccesible para otros herbívoros. Sus vasos sanguíneos inusualmente elásticos y las válvulas especialmente adaptadas ayudan a compensar la acumulación repentina de sangre (para evitar desmayos, claramente) cuando las cabezas de las jirafas se levantan, bajan o se balancean rápidamente.
Su área de distribución es dispersa y se extiende desde Chad en África Central, hasta Sudáfrica en el sur, y desde Níger en el oeste hasta Somalia en el este. Por lo general habita en sabanas, pastizales y bosques abiertos. Se alimenta principalmente de las hojas de la acacia, que ramonea en alturas inaccesibles para la mayoría de los demás herbívoros. Las jirafas adultas son depredadas por leones, y las crías recién nacidas de las jirafas también por leopardos, hienas manchadas y perros salvajes. Las jirafas adultas no tienen fuertes vínculos sociales, aunque se agrupan en manadas abiertas y sueltas sin llegar a estar moviéndose en la misma dirección general. Los machos establecen una jerarquía social, mediante duelos conocidos como «necking», un combate en el cual utilizan el cuello y la cabeza como arma. Solo los machos dominantes pueden acoplarse con las hembras; solo las hembras se dedican a la cría de los terneros.
Julio César introdujo la primera jirafa en Europa traída de sus campañas en Asia Menor y Egipto, donde conoció a Cleopatra. Sin tener claro qué animal era, los romanos la bautizaron cameleopardo, un cruce entre camello y leopardo, convirtiéndose en el nombre científico que se utiliza hasta hoy.
Por su apariencia peculiar, la jirafa fue una fuente de fascinación en diversas culturas, tanto antiguas como modernas, y apareció con frecuencia en pinturas, libros y dibujos animados. En 2016, la UICN pasó de clasificarla como una especie bajo preocupación menor a clasificarla como una especie vulnerable, al observarse una disminución de la población de hasta el 40 % en el período 1985-2015. Sin embargo, todavía existe un gran número de jirafas en los parques nacionales y reservas de caza.

## Etimología
La palabra «jirafa» llega al español del italiano giraffa, al cuál llegó del árabe zarafa (زرافة), que la tomó del siriaco zārīp̄ā, a su vez del persa zurnāpā y este posiblemente de alguna lengua africana. El nombre se traduce como «caminante rápido». Otra etimología propone que la palabra árabe se derivó posiblemente de geri, el nombre somalí del animal. La forma italiana, giraffa, surgió en la década de 1590. Hubo varias grafías diferentes en inglés medio, como jarraf, ziraph, y gerfauntz. La forma del inglés moderno, giraffe, se desarrolló en torno a 1600 a partir del francés girafe.
Por otro lado, el nombre camelopardo y el nombre específico de la especie, camelopardalis, vienen del latín camelopardalis que proviene del griego καμηλοπάρδαλη camelopardale. El latín camelopardalis, significa «camello leopardo».
Otros nombres africanos para la jirafa incluyen Kameelperd (afrikáans), ekorii (Ateso), kanyiet (elgon), nduida (gikuyu), tiga (kalenjin y luo), ndwiya (kamba), nudululu (kihehe), ntegha (kinyaturu), ondere (lugbara), etiika (luhya), kuri (ma'di), oloodo-kirragata o olchangito-oodo (masái), lenywa (meru), hori (pare), lment (samburu) y twiga (suajili y otros) en el este;: 313  y tutwa (lozi), nthutlwa (shangaan), indlulamitsi (siswati), thutlwa (sesoto), thuda (venda) y ndlulamithi (zulú) en el sur.

## Taxonomía y evolución

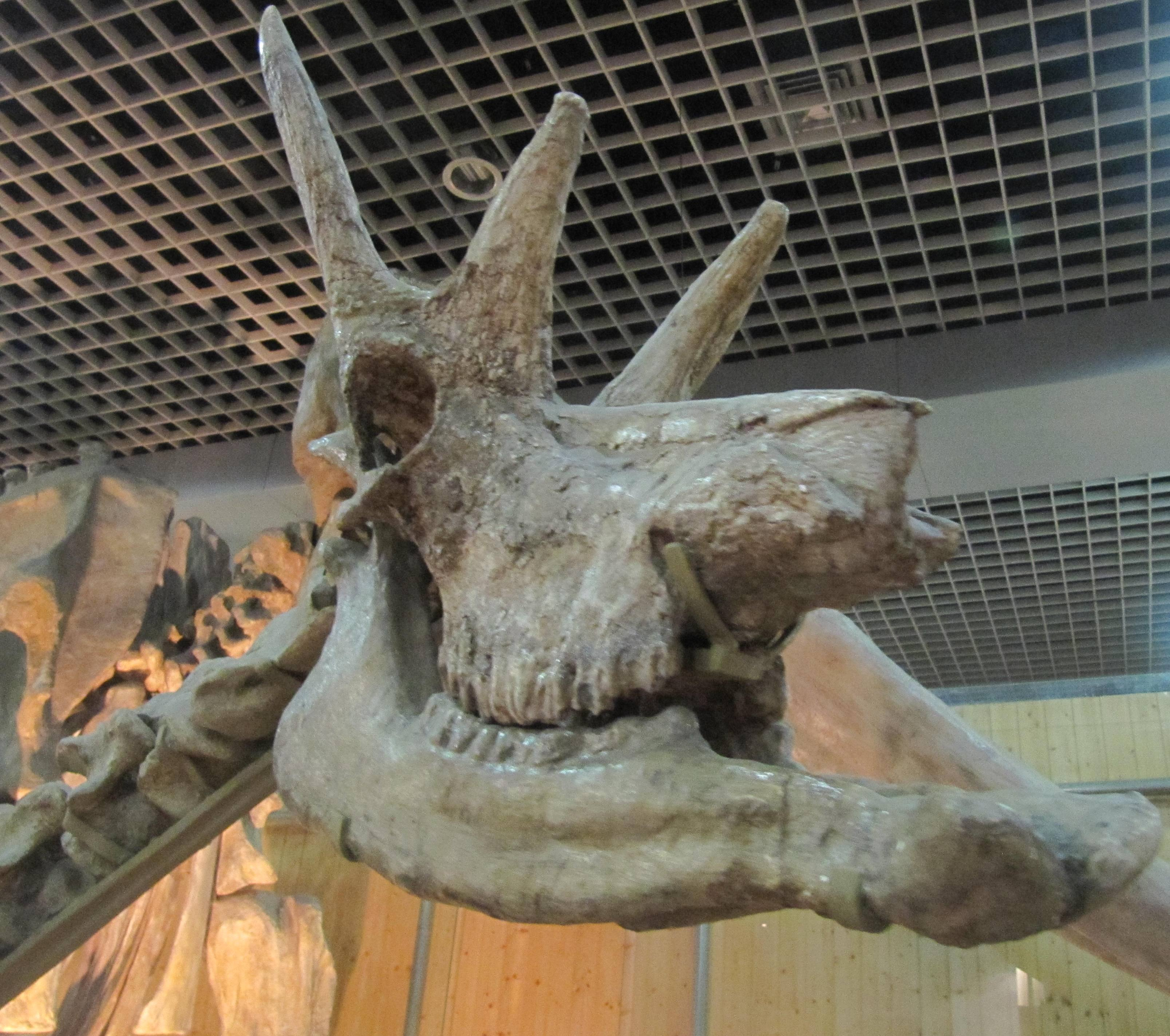
Esqueleto montado de Shansitherium del Museo de Historia Natural de Pekín.

La jirafa pertenece al suborden Ruminantia, y muchos Ruminantia fueron descritos desde mediados del Eoceno en Asia Central, el Sudeste de Asia y América del Norte. Las condiciones ecológicas durante este período pueden haber facilitado su rápida dispersión. Junto con el okapi, la jirafa es una de las dos especies existentes de la familia Giraffidae. Anteriormente la familia fue mucho más amplia, ya que cuenta con más de diez géneros fósiles descritos. Sus parientes más cercanos conocidos son los climacocerátidos, ahora extintos. Estos, junto con la familia Antilocapridae (cuya única especie existente es el berrendo), pertenecen a la superfamilia Giraffoidea. Estos animales evolucionaron durante el Mioceno a partir de la familia extinta Palaeomerycidae en el centro-sur de Europa, hace ocho millones de años.
Aunque algunos jiráfidos antiguos, como Sivatherium, tenían cuerpos masivos y compactos, otros, como Giraffokeryx, Palaeotragus —el posible ancestro del okapi—, Samotherium y Bohlinia eran más alargados. Bohlinia penetró en China y el norte de la India en respuesta al cambio climático. A partir de ahí evolucionó el género Giraffa, que entró en África hace aproximadamente siete millones de años. Otros cambios climáticos causaron la extinción de las jirafas de Asia, mientras que las jirafas de África sobrevivieron, desarrollándose en varias nuevas especies. G. camelopardalis surgió hace aproximadamente un Ma en África oriental durante el Pleistoceno. Algunos biólogos sugieren que la jirafa moderna desciende de G. jumae; otros mantienen que G. gracilis es un candidato más probable. Se cree que el principal motor de la evolución de las jirafas fue la transformación de extensos bosques a hábitats más abiertos, un proceso que comenzó hace ocho Ma. Algunos investigadores plantearon la hipótesis de que el nuevo hábitat conllevó una dieta diferente, incluyendo las hojas de Acacia, lo que puede haber expuesto los antepasados de la jirafa a toxinas que causaron altas tasas de mutación y una mayor velocidad de evolución.
La jirafa fue descrita por primera vez en 1758 por Carlos Linneo, quien le dio el nombre binomial Cervus camelopardalis. Morten Thrane Brünnich clasificó el género Giraffa en 1772. En el siglo XIX, Jean-Baptiste Lamarck sugirió que el largo cuello de la jirafa es una «característica adquirida», desarrollada cuando generaciones de jirafas ancestrales se esforzaron por alcanzar las hojas de árboles altos. Esta teoría fue finalmente rechazada, y los científicos creen ahora que el cuello de la jirafa se alargó por la selección natural darwiniana, es decir que jirafas ancestrales con cuellos largos tenían una ventaja competitiva que les permitió reproducirse mejor y transmitir sus genes con mayor éxito.

### Subespecies

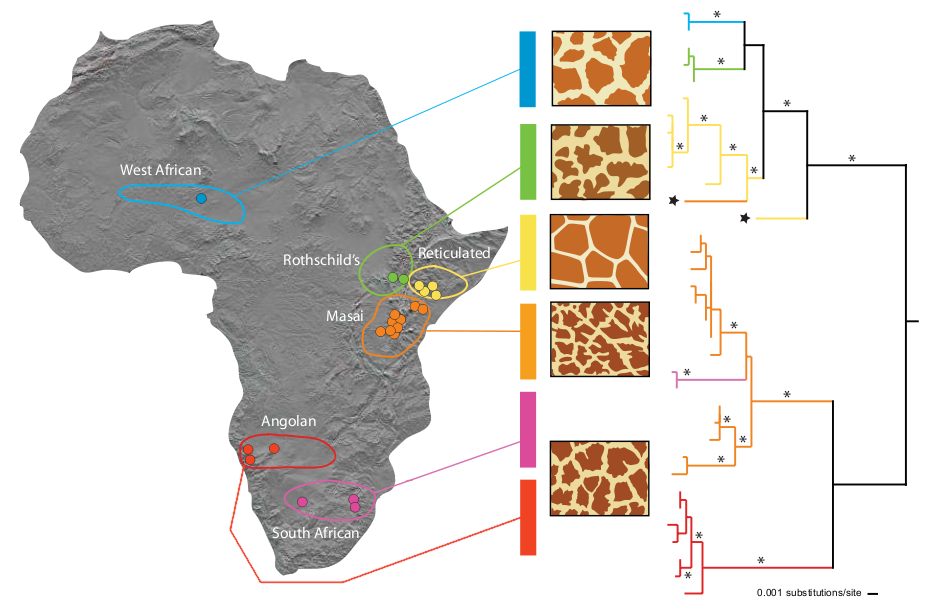
«Rangos geográficos aproximados, patrones del pelaje, y vínculos filogenéticos entre algunas subespecies de la jirafa a partir de secuencias de ADN mitocondrial. Los puntos coloridos en el mapa representan localidades de muestreo. El árbol filogenético es un filograma de máxima verosimilitud sobre la base de muestras de 266 jirafas. Los asteriscos a lo largo de las ramas corresponden a valores de nodos con un soporte bootstrap de más de 90%. Las estrellas en la punta de las ramas identifican haplotipos parafiléticos encontrados en las jirafas masái (G. c. tippelskirchi) y reticulada (G. c. reticulata)».

Hasta 2016 reconocían hasta nueve subespecies. Un análisis del ADN nuclear y mitocondrial mostró "claramente" que las jirafas no pertenecen a una sola especie, sino a cuatro especies diferentes. Las especies y sus subespecies, considerando el más reciente estudio genético, serían las siguientes (con estimaciones de población que datan de 2010):
- Giraffa camelopardalis
  - La jirafa nubiana, G. c. camelopardalis,[21] es la subespecie nominal que se encuentra en el oriente de Sudán del Sur y el suroeste de Etiopía. Se cree que menos del 250 ejemplares viven en estado salvaje, aunque este número es incierto.[22] Es raro en cautiverio, aunque existe un grupo en el zoológico de Al Ain en Emiratos Árabes Unidos.[23] En 2003, este grupo contaba 14 miembros.[24]
  - La jirafa de Kordofán, G. c. antiquorum,[21] tiene una distribución que incluye el sur de Chad, el norte de Camerún, República Centroafricana, y el noreste de la República Democrática del Congo. Anteriormente, las poblaciones de Camerún se incluían en G. c. peralta, pero esto fue incorrecto.[25] Se estima que esta subespecie tiene una población de menos de 3000 en estado salvaje.[22] Existió una confusión considerable entre ésta subespecie y G. c. peralta respecto al número en cautiverio en los parques zoológicos. En el año 2007, se comprobó que todos los presuntos G. c. peralta en los zoológicos europeos, eran en realidad  G. c. antiquorum.[25] Tomando en cuenta esta corrección, cerca de 65 son mantenidos en zoológicos.[26]
  - La jirafa de África Occidental, G. c. peralta,[21] también conocida como jirafa de Níger o jirafa de Nigeria,[27] es endémica del suroeste de Níger.[1] Menos de 220 ejemplares permanecen en estado salvaje.[22] Anteriormente se creía que las jirafas del norte de Camerún pertenecían a esta subespecie, pero se comprobó que en realidad pertenecen a G. c. antiquorum.[25] Este error dio lugar a alguna confusión sobre su estatus en los zoológicos, pero en 2007, se estableció que todos los «G. c. Peralta» en los zoológicos europeos son en realidad G. c. antiquorum.[25]
  - La jirafa de Rothschild, G. c. rothschildi[21] que lleva el nombre de Walter Rothschild,[21] se conoce también como jirafa de Baringo o jirafa de Uganda y su área de distribución incluye partes de Uganda y Kenia.[1] Su presencia en el sur de Sudán es incierta.[28] Se estima que menos de 700 permanecen en estado salvaje,[22] y más de 450 se encuentran en cautiverio en zoológicos.[26]
- Giraffa reticulata
  - La jirafa reticulada, G. r. reticulata,[20] también conocida como la jirafa Somalia, es originaria del noreste de Kenia, sur de Etiopía, y Somalia. Se estima que quedan menos de 5000 en estado salvaje,[22] y según los registros del Sistema Internacional de Información sobre Especies, más de 450 se encuentran en zoológicos.[26]
- Giraffa tippelskirchi
  - La jirafa Masái, G. t. tippelskirchi,[20] también conocido como la jirafa del Kilimanjaro, habita en el centro y sur de Kenia y Tanzania. Se estima que menos de 40 000 permanecen en estado salvaje,[22] y cerca de 100 son mantenidos en zoológicos.[26]
  - La jirafa de Zambia, G. t. thornicrofti,[20] también conocida como jirafa de Thornicroft así nombrado en honor de Harry Scott Thornicroft,[21] se limita al valle de Luangwa en el este de Zambia. Se estima que menos de 1500 permanecen en estado salvaje,[22] y ninguno en los parques zoológicos.[26]
- Giraffa giraffa
  - La jirafa de Sudáfrica, G. g. giraffa,[20] se encuentra en el norte de Sudáfrica, el sur de Botsuana, el sur de Zimbabue, y el suroeste de Mozambique. Se estima que menos de 12 000 permanecen en estado salvaje,[22] y alrededor de 45 se mantienen en zoológicos.[26]
  - La jirafa de Angola o jirafa de Namibia, G. g. angolensis,[20] se encuentra en el norte de Namibia, al suroeste de Zambia, Botsuana, y el oeste de Zimbabue. Un estudio genético de 2009 de esta subespecie indica que las poblaciones en el norte del desierto de Namib y Parque nacional Etosha constituyen una subespecie distinta.[29] Se estima que menos de 20 000 ejemplares permanecen en estado salvaje;[22] y alrededor de 20 se encuentran en los zoológicos.[26]

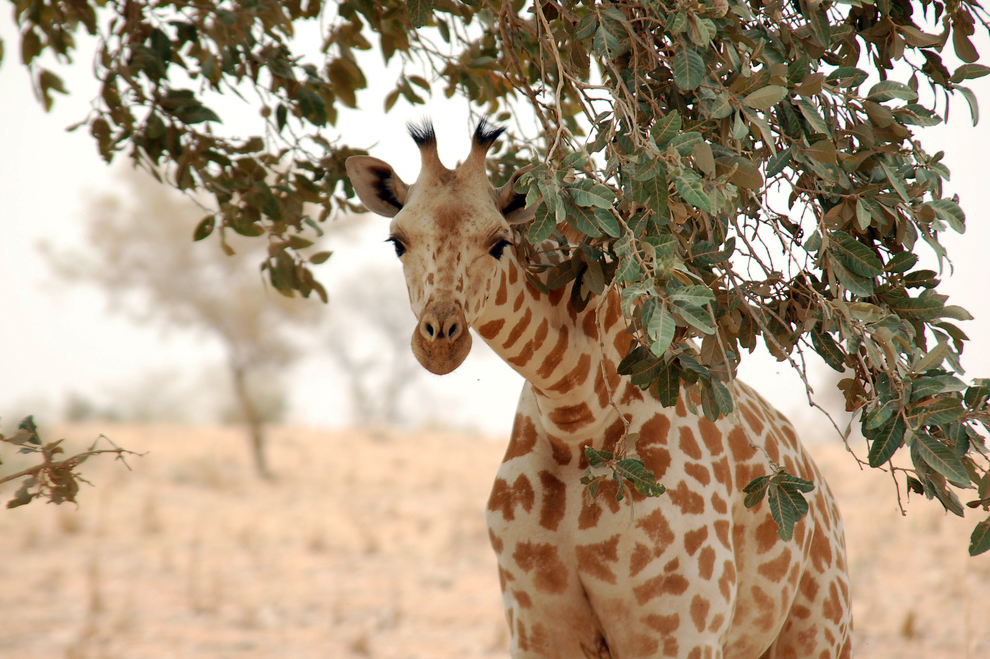
La jirafa de África occidental es considerada en peligro de extinción.

Las subespecies de la jirafa se distinguen por los patrones de su pelaje. La jirafa reticulada y la jirafa Masái representan dos extremos por la forma de las manchas de su pelaje. La primera tiene manchas con formas redondeadas, mientras que la segunda las tiene dentadas. La anchura de las líneas que separan las manchas difieren también. La jirafa de África Occidental tiene líneas gruesas, mientras que la jirafa reticulada y la nubiana tienen líneas más delgadas.: 321–22  La jirafa de África Occidental también tiene un pelaje más claro que las demás subespecies.: 322 
Un estudio de 2007 sobre la genética de seis subespecies —las jirafas de África Occidental, Rothschild, reticulada, Masái, Angola y Sudáfrica— ya sugería que pueden tratarse de especies distintas en vez de subespecies. Basándose en la deriva genética en la ADN mitocondrial (ADNmt) y nuclear, el estudio deduce que las jirafas de estas poblaciones se encuentran en aislamiento reproductivo y no suelen entrecruzarse, a pesar de que no existen obstáculos naturales de acceso entre las poblaciones. Esto incluye las poblaciones adyacentes de las jirafas Rothschild, reticulada y Masái. La jirafa Masái también puede componerse de algunas especies separadas por el Gran Valle del Rift. Las jirafas reticulada y Masái tienen la mayor diversidad de ADN mitocondrial, lo que es coherente con el hecho de que las jirafas se originaron en África oriental. Las poblaciones más septentrionales evolucionaron a partir de la primera, mientras que las poblaciones meridionales evolucionaron a partir de esta última. Las jirafas parecen elegir parejas con el mismo tipo de pelaje, el cual se define cuando son terneros. Las implicaciones de estos hallazgos para la conservación de las jirafas fueron resumidas por David Brown, el autor principal del estudio, quien afirmó a la BBC que «Agrupar todas las jirafas en una especie, oculta la realidad de que algunos tipos de jirafa están al borde [de la extinción]. Algunas de estas poblaciones sólo cuentan unos cientos de animales y necesitan protección inmediata».
Según ese estudio la jirafa de África Occidental está más estrechamente relacionada con las jirafas de Rothchild y reticulada que a la jirafa de Kordofán. Sus ancestros pueden haber migrado desde el este hacia el norte de África y luego hacia su actual rango debido al desarrollo del desierto del Sahara. Durante el Holoceno, el lago Chad, en su estado más extenso, puede haber actuado como una barrera natural entre las jirafas de Kordofán y las de África Occidental.

## Anatomía y morfología

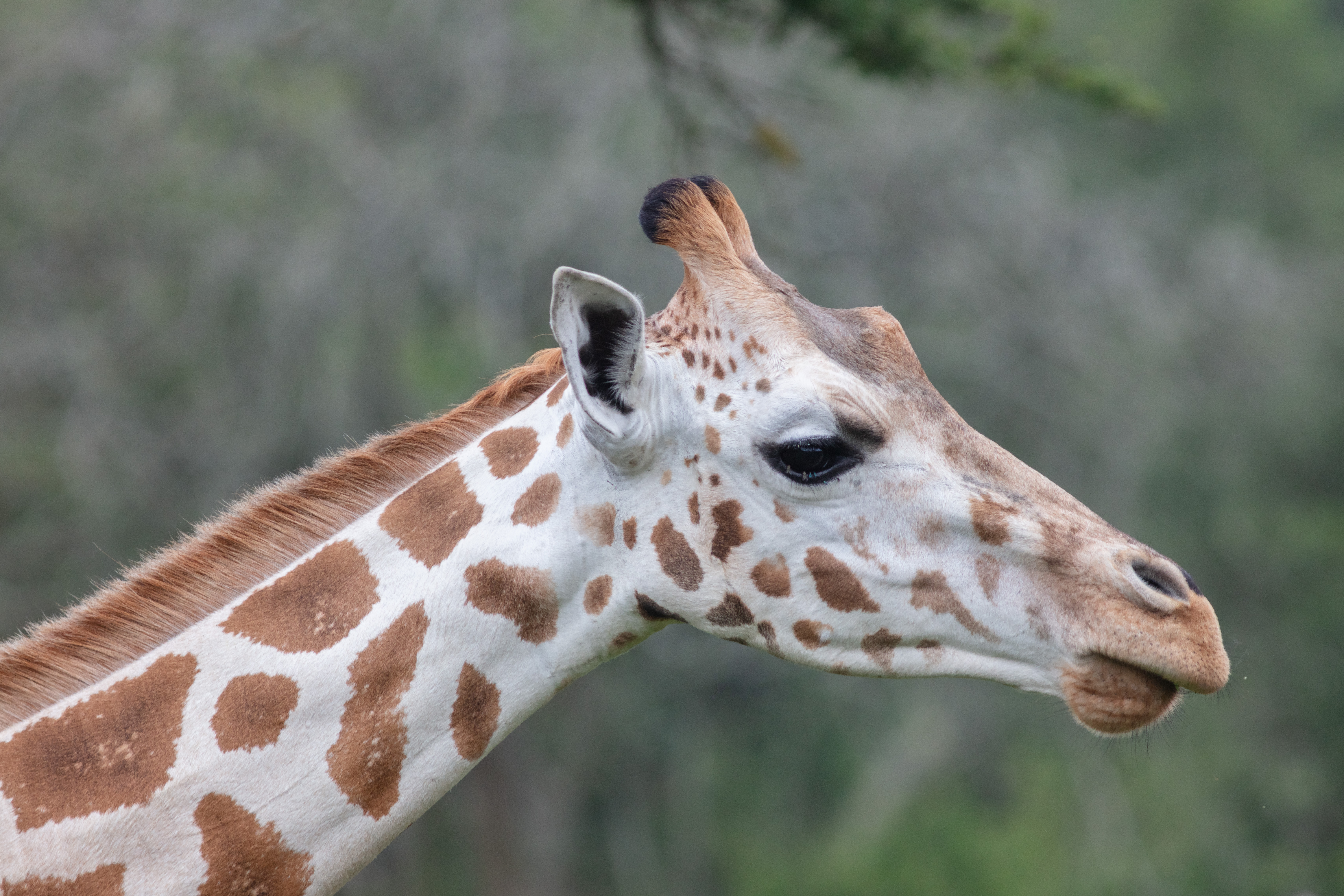
La cabeza de una jirafa en el parque nacional del Lago Mburo, Uganda.

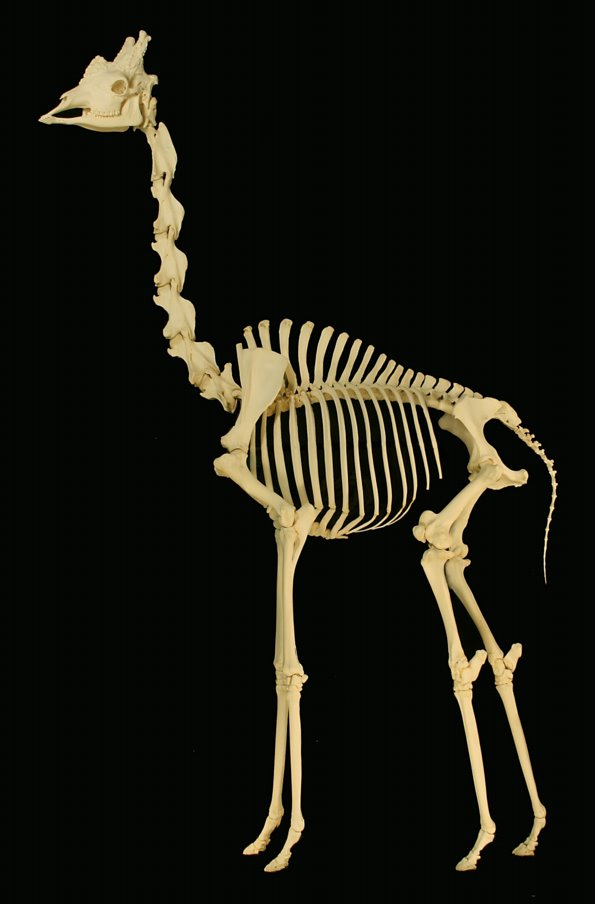
Esqueleto de la jirafa en exhibición en el Museo de Osteología, Oklahoma City, Oklahoma.

Las jirafas adultas pueden alcanzar una altura de 5 m, midiendo la más alta registrada 5,70 m; los machos adultos son más grandes que las hembras. El macho adulto tiene un peso promedio de 1192 kg, y la hembra un promedio de 828 kg. A pesar de su largo cuello y largas patas, el cuerpo es relativamente corto.: 66  Los ojos, situados en ambos lados de la cabeza, son grandes y saltones y le dan una buena visión integral desde su gran altura.: 25  Puede distinguir colores: 26  y sus sentidos del oído y olor también son agudos. Para protegerse contra las tormentas de arena y las hormigas, puede cerrar sus orificios nasales musculares .: 27  Tiene una lengua prensil que mide unos 50 cm de largo. Es de color púrpura-negro, posiblemente para protegerla contra las quemaduras solares, y se utiliza para agarrar el follaje, así como para el aseo y la limpieza de la nariz del animal.: 27  El labio superior también es prensil y se utiliza durante la recolección de follaje. Los labios, la lengua y el interior de la boca son cubiertos de papilas que dan protección contra las espinas.
El pelaje tiene parches o manchas oscuras —que pueden ser de color naranja, castaño, marrón o casi negro— separados por pelo claro, generalmente de color blanco o crema. Los machos se vuelven más oscuros a medida que envejecen. El patrón del pelaje sirve como camuflaje, ya que se integre con los patrones de luz y sombra de los bosques de sabana. La piel debajo de las manchas oscuras son sitios para sistemas complejos de vasos sanguíneos y grandes glándulas sudoríparas, y pueden servir como ventanas para la termorregulación. La piel de una jirafa es mayormente gris. También es gruesa y permite desplazarse por bosques de arbustos espinosos sin lastimarse.: 34  El pelaje puede servir como una defensa química, dado que los repelentes de parásitos que contiene dan al animal un olor característico. El pelaje contiene por lo menos 11 productos químicos aromáticos, aunque indol y 3-metilindol son responsables de la mayor parte del olor. Como las machos tienen un olor más fuerte que las hembras, es posible que el olor también tenga una función sexual. A lo largo del cuello tiene una melena de pelos cortos y erectos. La cola mide un metro y termina en un largo mechón de pelo oscuro que sirve como defensa contra los insectos.: 36 

### Cráneo y osiconos
Ambos sexos tienen osiconos, estructuras prominentes que se parecen a cuernos; se forman a partir de cartílago osificado, y son cubiertos de piel y fusionados con el cráneo en los huesos parietales. Como están vascularizados, los osiconos pueden tener algún papel en la termorregulación, y también se utilizan en los duelos entre los machos. La apariencia de los osiconos permite distinguir el sexo o la edad de una jirafa: los osiconos de las hembras y los jóvenes son delgados y tienen un pequeño penacho de pelo en la parte superior, mientras que los osiconos de los machos adultos terminan en perillas y tienden a ser calvos en la parte superior. Una protuberancia mediana, más acentuada en los machos, emerge de la parte delantera del cráneo. Los machos desarrollan depósitos de calcio que forman protuberancias en el cráneo a medida que envejecen. Cuenta con múltiples senos craneales lo que resulta en un cráneo más ligero.: 70  Sin embargo, los cráneos de los machos se vuelven más pesados y más parecido a un palo de golf cuando envejecen, lo que les ayuda a ser más dominantes en el combate. La mandíbula superior tiene un paladar ranurado y carece de dientes frontales.: 26 Los molares tienen una superficie rugosa.: 27 

### Patas, locomoción y postura

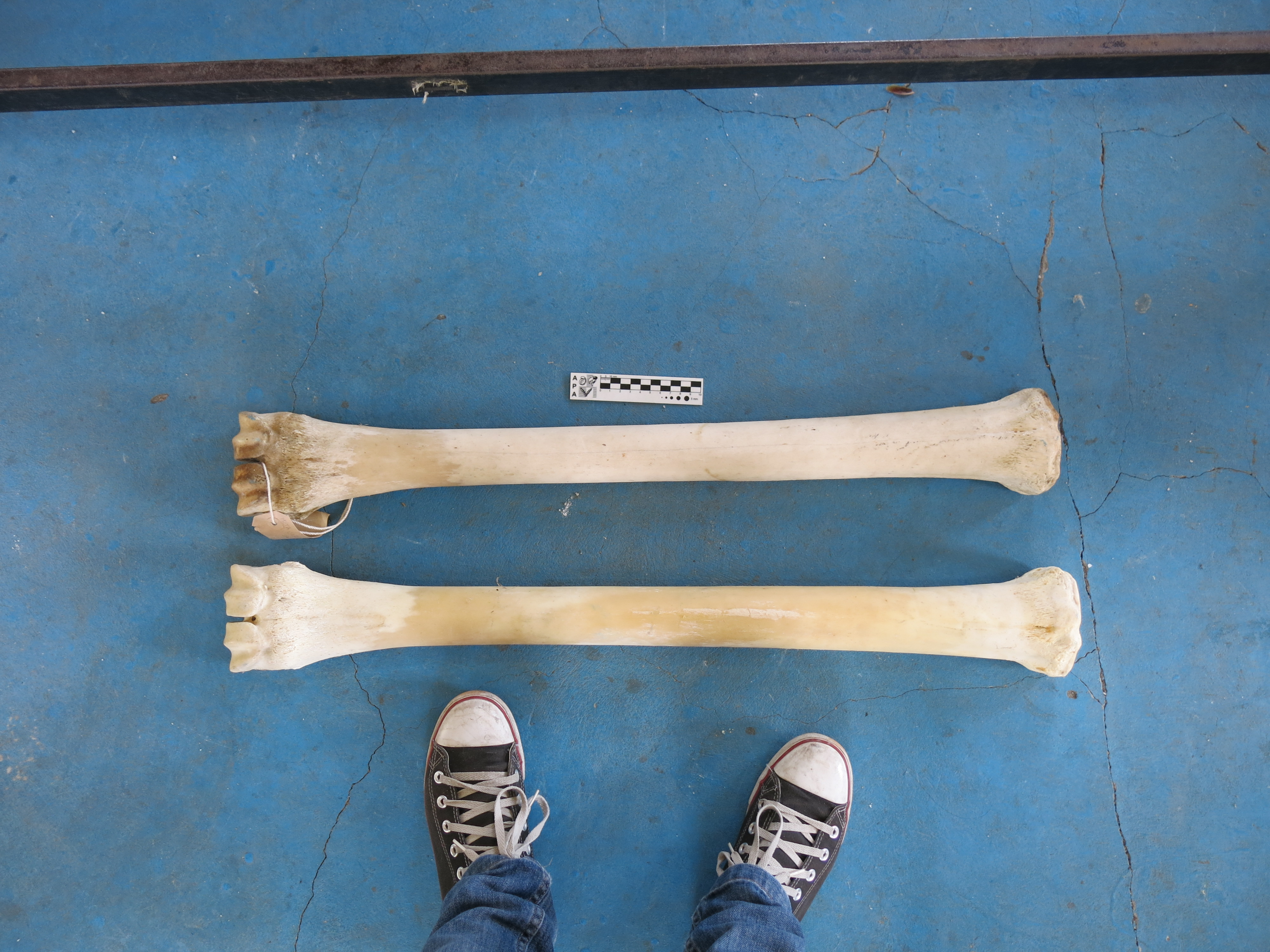
Metacarpianos de una jirafa del osario del Zoológico de Buenos Aires comparados con pies humanos.

Las patas delanteras y traseras de una jirafa tienen aproximadamente la misma longitud. El radio y cúbito de las patas delanteras están articulados por el carpo que funciona como una rodilla, aunque es estructuralmente equivalente a la muñeca humana. El pie tiene un diámetro de 30 cm, y el casco es 15 cm de alto en los machos y 10 cm en las hembras.: 36  La parte trasera de los cascos es baja y el espolón se encuentra cerca del suelo, lo que permite que el pie soporte el peso del animal. Carece de  glándulas interdigitales. La pelvis, aunque es relativamente corta, tiene un ilion extendido en los extremos superiores.
Solo tiene dos andaduras: caminar y galopar. Caminar se hace moviendo las patas simultáneamente en un lado del cuerpo, y a continuación hacer lo mismo en el otro lado. Al galope, las patas traseras se mueven alrededor de las patas delanteras antes de que los últimos se mueven adelante, y mantiene la cola acurrucada. Mientras está galopando, depende de los movimientos hacia delante y hacia atrás de la cabeza y del cuello para mantener el equilibrio y contrarrestar el impulso.: 327–29  Puede alcanzar una velocidad máxima de hasta 60 km/h sobre distancias cortas, y puede sostener una velocidad de 50 km/h sobre una distancia de varios kilómetros.
Descansa acostándose con su cuerpo sobre la parte superior de sus patas dobladas.: 329  Para acostarse, se arrodilla sobre sus patas delanteras y luego baja el resto de su cuerpo. Para ponerse de pie, se pone primero de rodillas y extiende sus patas traseras para elevar sus cuartos traseros. Finalmente endereza sus patas delanteras. A cada paso, balancea su cabeza.: 31  En cautiverio duerme intermitentemente alrededor de 4,6 horas por día, principalmente por la noche. Por lo general duerme acostado, aunque se registraron casos en que duerme de pie, particularmente entre jirafas de edad avanzada. Cuando acostado, tiene breves fases intermitentes de «sueño profundo», que se caracterizan por doblar el cuello hacia atrás para descansar la cabeza sobre la cadera o el muslo, una posición que, según se cree, indica sueño paradójico. Si la jirafa quiere agacharse para beber, o bien extiende lateralmente sus patas delanteras, o dobla sus rodillas. Las jirafas probablemente no serían buenos nadadores porque sus largas patas serían muy engorrosas en el agua, aunque es posible que puedan flotar. Al nadar, el tórax se lastraría por el peso de las patas delanteras, por lo que sería difícil que el animal pueda mover su cuello y sus patas en armonía o mantener su cabeza por encima de la superficie del agua.

### Cuello

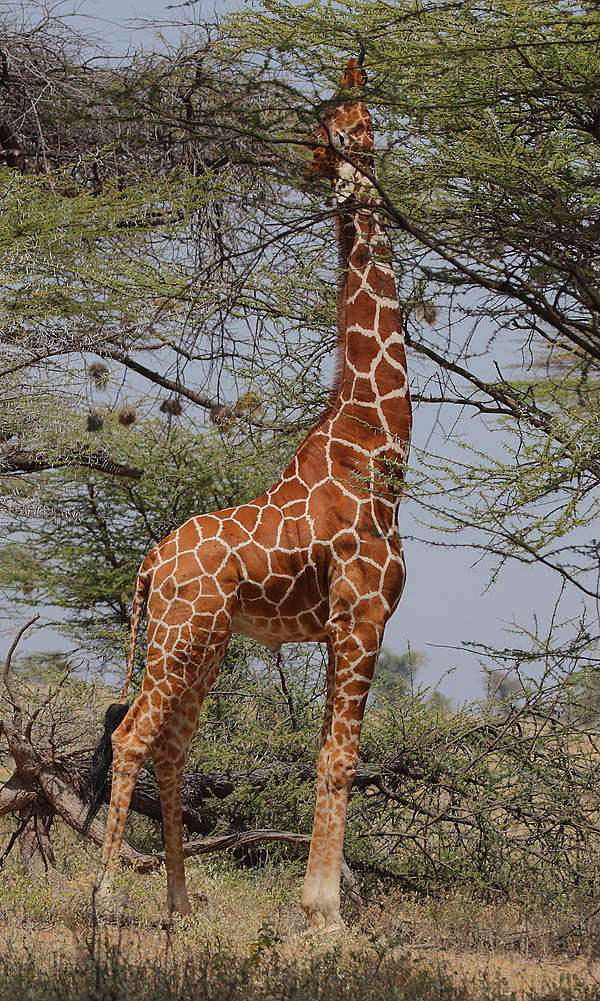
Un macho adulto alimentándose en lo alto de una acacia.

La jirafa tiene un cuello muy alargado que puede alcanzar hasta 2 m de longitud y que representa la mayor parte de la altura vertical del animal.: 29  La longitud del cuello es el resultado de un alargamiento desproporcionado de las vértebras cervicales, y no se debe a vértebras adicionales. Cada vértebra cervical tiene una longitud de más de 28 cm.: 71  Representan 52-54% de la longitud de la columna vertebral de la jirafa; en comparación, un 27-33% es típico de los grandes ungulados similares, incluyendo el más cercano pariente vivo de la jirafa, el okapi. El alargamiento del cuello ocurre principalmente después del nacimiento, ya que las hembras tendrían dificultades de dar a luz a crías con las mismas proporciones del cuello que las jirafas adultas. La cabeza y el cuello son sostenidos por un ligamento nucal y músculos grandes que están anclados por largas espinas dorsales en la vértebra torácica anterior, dando al animal una joroba.
Las vértebras del cuello tienen rótulas.: 71  La articulación atlas–axis (C1 y C2) en particular permite que la jirafa pueda inclinar la cabeza verticalmente para alcanzar las ramas más altas con la lengua.: 29  El punto de articulación entre las vértebras cervicales y torácicas de las jirafas ha sido desplazado hacia la primera y segunda vértebra torácica (T1 y T2), a diferencia de la mayoría de los demás rumiantes, donde la articulación se encuentra entre la séptima vértebra cervical (C7) y T1. Esto permite que C7 contribuye directamente al aumento de la longitud del cuello y ha dado lugar a la sugerencia de que T1 es realmente C8, y que las jirafas añadieron una vértebra cervical adicional. Sin embargo, esta proposición no es generalmente aceptada, dado que T1 tiene otras características morfológicas, tales como la articulación de una costilla, considerado diagnóstico de vértebras torácicas, y porque las excepciones al límite de siete vértebras cervicales entre los mamíferos suelen caracterizarse por un aumento de anomalías neurológicas y enfermedades.
Existen dos hipótesis principales sobre el origen evolutivo y la conservación de la elongación en el cuello de la jirafa. La «hipótesis de la competición entre ramoneadores» fue originalmente sugerida por Charles Darwin, y solo recientemente fue cuestionada. Esta hipótesis sugiere que la presión competitiva entre los ramoneadores más pequeños, como kudu, steenbok e impala, alentó a la elongación del cuello en la jirafa, ya que permitió acceso a alimentos fuera del alcance de especies competidoras. Esta ventaja es real, considerando que las jirafas se alimentan de follaje hasta una altura de 4,5 m, mientras que los competidores más grandes, como el kudu, solo logran ramonear hasta una altura de 2 m. También existen investigaciones que sugieren que hay una intensa competencia entre ramoneadores en los niveles más bajos, y que las jirafas se alimentan de forma más eficiente —ganando más biomasa de hojas con cada bocado— cuando se alimentan en las partes altas del dosel. Sin embargo, los científicos no están de acuerdo acerca del tiempo que las jirafas dedican a alimentarse a niveles más allá del alcance de los demás ramoneadores, y un estudio de 2010 encontró que las jirafas adultas con cuellos más largos incluso sufrieron tasas de mortalidad más altas durante sequías que sus contrapartes con cuellos más cortos. Este estudio sugiere que para mantener un cuello más largo se requiere más nutrientes, lo que pone las jirafas con cuellos largos en riesgo durante un periodo de escasez de alimentos.
La segunda teoría principal, la hipótesis de la selección sexual, propone que los largos cuellos evolucionaron como una característica sexual secundaria, ya que confiere una ventaja a los machos durante los combates con los cuellos —en inglés: necking, véase abajo— mediante los cuales se establece el dominio entre los machos rivales, lo que permite obtener acceso a las hembras sexualmente receptivas. El hecho de que los cuellos son más largos y más pesados en los machos que en las hembras de la misma edad, y que los machos no utilizan otras formas de combate, parece apoyar esta teoría. Sin embargo, una objeción es que la teoría no explica por qué las hembras también tienen cuellos largos.
La familia Giraffidae solo cuenta con dos especies; debido al característico cuello largo de la jirafa estudios genómicos han intentado explicar dicha particularidad en las jirafas. Al obtener la secuencia de los dos miembros de dicha familia y a través del análisis comparativo con otros mamíferos euterios, se identificaron 70 genes que presentan múltiples signos de adaptación de la jirafa. Estos genes codifican reguladores del desarrollo óseo, cardiovascular y nervioso.
En otro estudio se alinearon las secuencias de las dos especies de la familia Giraffidae con las del ganado bovino (Bos taurus). El resultado fue que el largo cuello de la jirafa es probablemente el resultado de mutaciones en dos conjuntos de genes, uno de esos grupos controlando los patrones de expresión génica durante el desarrollo del cuello, y el otro grupo controlando  la expresión de factores de crecimiento.
A su vez también se vinculó un número de genes relacionados con la evolución de un sistema cardiovascular más potente para hacer frente al problema de un cuello más largo que también necesita el paso de sangre. Es por esto que la jirafa tiene algunos de los problemas fisiológicos más difíciles. Pero dichas adaptaciones o  soluciones de la naturaleza en especial en lo referente a su sistema circulatorio puede ser útil para el tratamiento de las enfermedades cardiovasculares y la hipertensión en los seres humanos.

### Sistemas internos

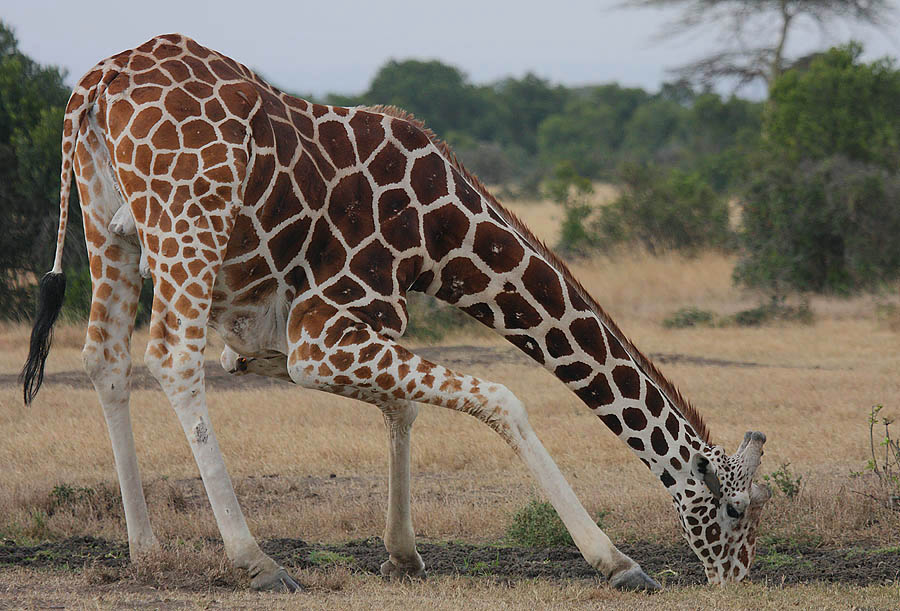
Una jirafa agachándose para beber. Un rete mirabile (red maravillosa) previene un exceso del flujo sanguino al cerebro cuando baja el cuello.

En los mamíferos, el nervio recurrente laríngeo izquierdo es más largo que el derecho; en la jirafa es más de 30 cm más largo. Estos nervios son más largos en la jirafa que en cualquier otro animal vivo; el nervio izquierda tiene una longitud de más de 2 m. Cada célula nerviosa en esta conducción se inicia en el tronco cerebral y pasa por el cuello a lo largo del nervio vago, y luego se ramifica en el nervio recurrente laríngeo que pasa de nuevo por el cuello hasta la laringe. Por lo tanto, estas células nerviosas tienen una longitud de casi 5 m en las jirafas más grandes. La estructura del cerebro de una jirafa se asemeja a la del ganado doméstico.: 31  La forma del esqueleto solo permite un volumen de pulmón pequeño en relación con su masa. Su largo cuello le da una gran volumen de espacio muerto, a pesar de su estrecha tráquea. Estos factores aumentan la resistencia al flujo de aire. No obstante, el animal puede suministrar suficiente oxígeno a sus tejidos.

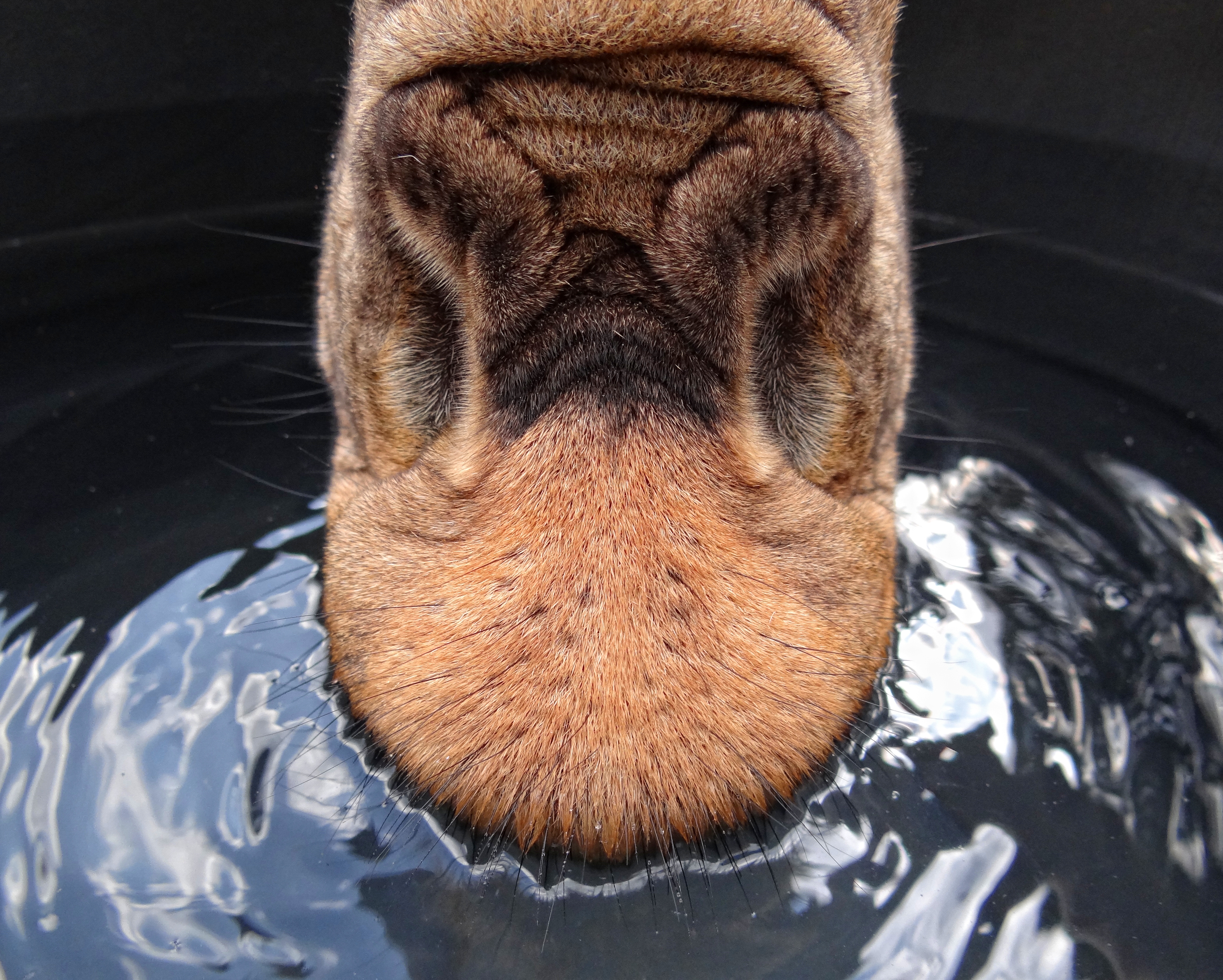
La boca de la jirafa al beber.

El sistema circulatorio de la jirafa tiene varias adaptaciones para su gran altura. Su corazón, que puede pesar más de 11 kg y que mide aproximadamente 61 cm de largo, debe generar aproximadamente el doble de la presión sanguínea requerida para un ser humano para mantener el flujo de sangre al cerebro. Por lo tanto, la pared del corazón puede ser tan gruesa como 7,5 cm. A 150 latidos por minuto, la jirafa tiene un pulso cardiaco inusualmente alto para su tamaño.: 76  En la parte superior del cuello, un sistema de regulación de la presión, conocido como rete mirabile, previene el exceso del flujo de sangre al cerebro cuando la jirafa baja su cabeza. Las venas yugulares también contienen varias válvulas (por lo general siete) para prevenir que la sangre fluya hacia la cabeza desde la vena cava inferior y aurícula derecha, cuando la jirafa baja la cabeza. En cambio, los vasos sanguíneos en las patas inferiores están bajo gran presión (debido al peso del fluido que está presionando hacia abajo). Para resolver este problema de sobrepresión, la piel de las extremidades inferiores es espesa y apretada; esta adaptación previene un exceso de sangre en las patas.
La jirafa tiene músculos esofágicos inusualmente fuertes para poder regurgitar alimentos del estómago hasta el cuello y en la boca para rumiar.: 78  Al igual que otros rumiantes, tiene un estómago de cuatro cámaras, de las cuales la primera está adaptada a su dieta especializada. Los intestinos de la jirafa tienen una longitud de 80 m y la proporción entre el intestino pequeño y grueso es relativamente pequeña. El hígado es pequeño y compacto.: 76  Una vesícula biliar está generalmente presente durante la vida fetal, pero puede desaparecer antes del nacimiento.

## Comportamiento y ecología

### Hábitat y alimentación

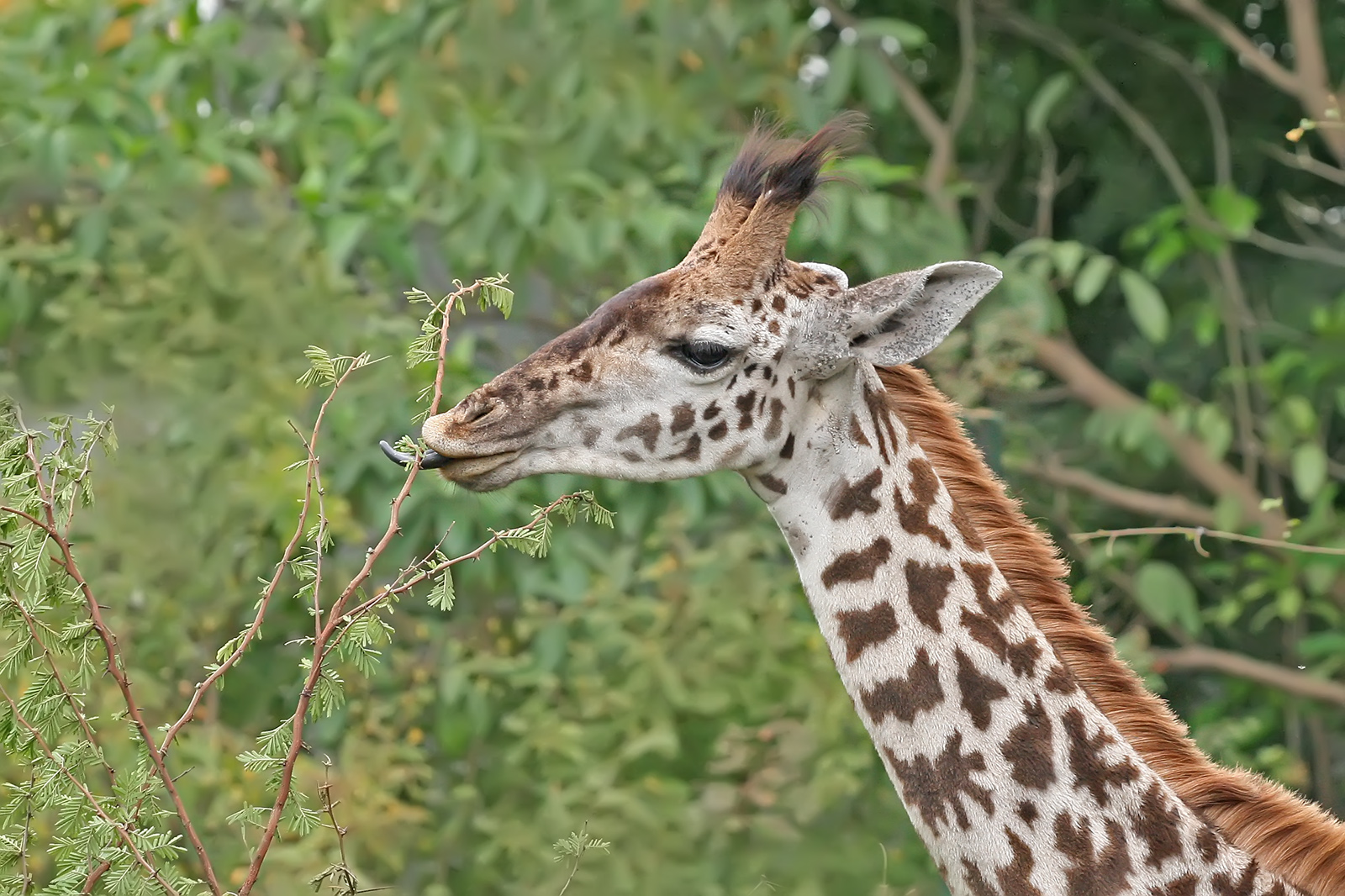
Una jirafa extendiendo su lengua para alimentarse. La lengua, los labios y el paladar son lo suficientemente resistentes para lidiar con las espinas afiladas de los árboles.

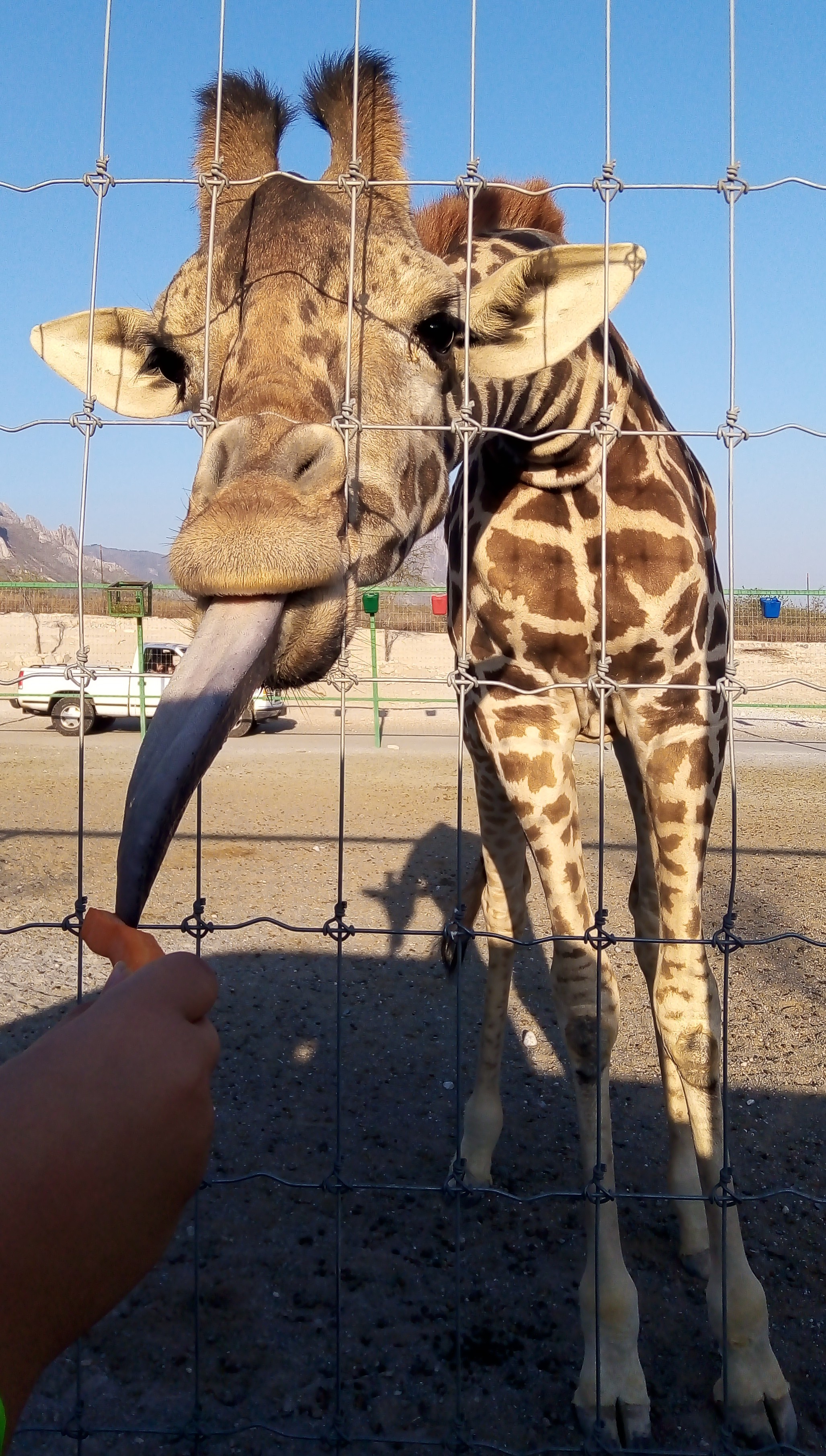
Una jirafa comiendo una zanahoria

Las jirafas habitan generalmente en sabanas, pastizales y bosques abiertos. Prefieren bosques abiertos de Acacia, Commiphora, Combretum y Terminalia en vez de entornos más densos, como los bosques de Brachystegia.: 322  La jirafa de Angola suele habitar en ambientes desérticos. Ramonea las ramas de los árboles, con una preferencia para los árboles de los géneros Acacia, Commiphora, y Terminalia, que son fuentes importantes de calcio y proteínas necesario para la tasa de crecimiento de la jirafa. También se alimenta de arbustos, hierbas y frutas.: 324  Come alrededor de 34 kg de follaje diariamente. Cuando esta estresada, puede masticar la corteza de ramas. Aunque es herbívora, se ha observado a jirafas que visitan a las carcasas de animales muertos para lamer la carne seca de los huesos.: 325 
La altura les brinda una importante ventaja en su alimentación, ya que no compiten con otro tipo de fauna para acceder a la vegetación. Solo los elefantes más grandes podrían alcanzar las hojas más altas de los árboles de acacia, pero esto no representa un conflicto que afecte los hábitos de alimentación de ambas partes.
Durante la estación lluviosa, la comida es abundante y las jirafas son más dispersas, mientras que durante la estación seca, se concentran alrededor de los árboles y arbustos de hoja perenne restantes. Las madres tienden a alimentarse en zonas abiertas, probablemente para facilitar la detección de depredadores, a pesar de que esto puede reducir la eficiencia de alimentación. Como rumiante, la jirafa primero masca su alimento, se lo traga para su procesamiento y luego pasa visiblemente el bolo alimenticio medio digerido hasta el cuello y en la boca para masticarla nuevamente.: 78–79  Es común que saliva cuando se alimenta.: 27  La jirafa requiere menos alimento que muchos otros herbívoros, porque el follaje que consume contiene una mayor concentración de nutrientes y porque tiene un sistema digestivo más eficiente. Las heces se presentan en forma de pequeñas bolitas. Cuando cuenta con acceso al agua, bebe a intervalos no superior a tres días.
Las jirafas tienen un efecto notable sobre los árboles que utilizan para alimentarse, lo que retrasa el crecimiento de los árboles jóvenes durante varios años y crea una característica «cintura» en los árboles más altos. La alimentación se concentra principalmente durante las primeras y últimas horas del día. Entre estas horas suele estar de pie rumiando. La rumiación es también la actividad dominante durante la noche, cuando se practica principalmente acostado.

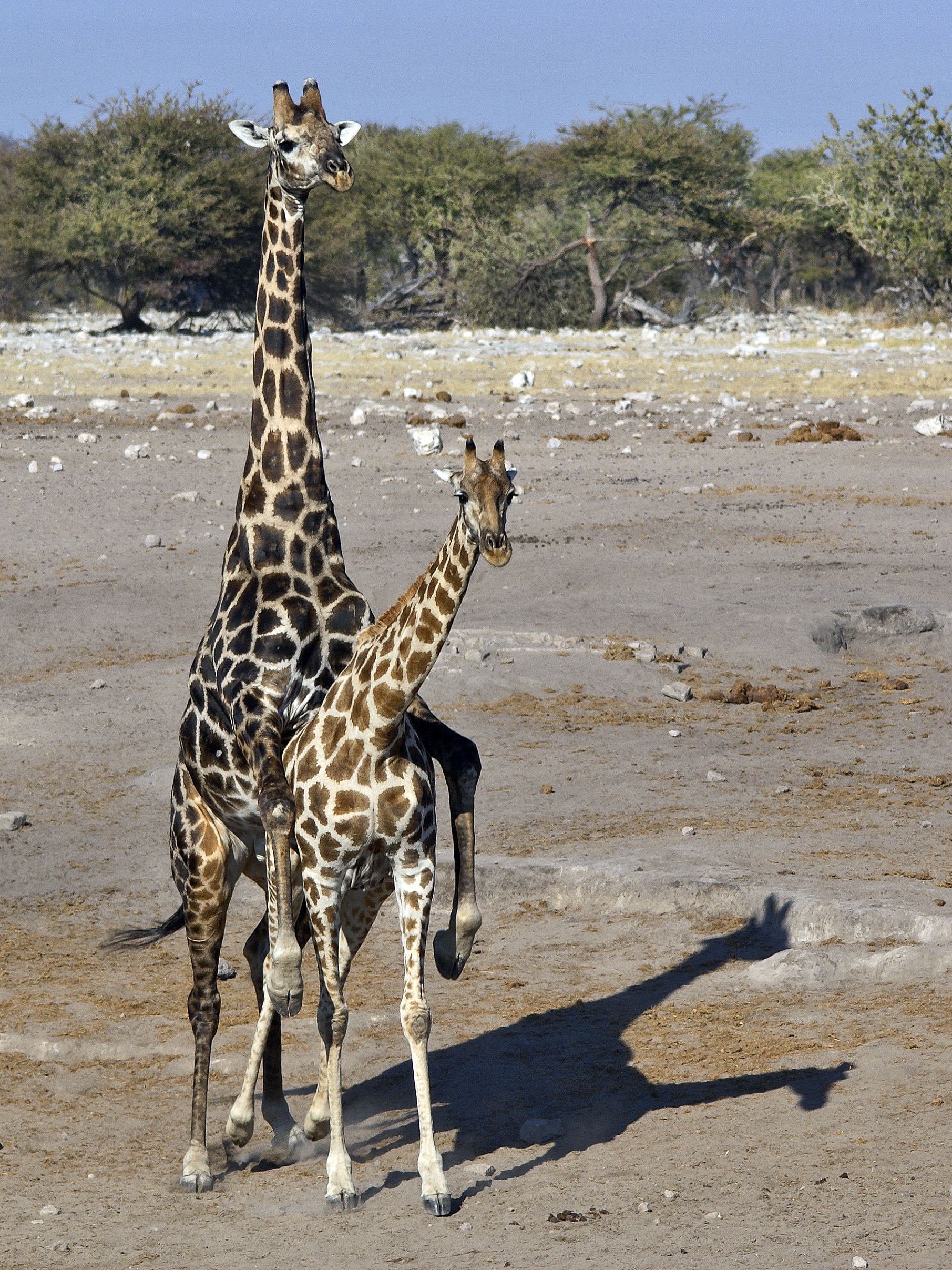
Macho montando una hembra. Por lo general solo los machos dominantes logran aparearse.

### Vida social y reproducción
Por lo general las jirafas se encuentran en grupos, aunque son grupos abiertos cuya composición tiende a cambiar constantemente. Tienen pocos vínculos sociales fuertes y las agrupaciones suelen cambiar de miembros cada pocas horas. Para fines de investigación, el «grupo» fue definido como «un conjunto de individuos que se encuentran a menos de un kilómetro de distancia y que se mueve en la misma dirección general». El número de jirafas en un grupo puede variar hasta incluir 32 individuos. Los grupos más estables son los que están compuestos de las madres y sus crías, que pueden permanecer juntas durante semanas o incluso meses. La cohesión social en estos grupos se mantiene a través de los lazos que se forman entre las crías.: 330  También ocurren grupos mixtos compuestos de hembras adultas y machos jóvenes. Los machos subadultos son particularmente sociales y participan en peleas simuladas. Sin embargo, a medida que crecen los machos se vuelven más solitarios. Las jirafas no son territoriales, aunque tienen un área de vida. Ocasionalmente los machos vagan lejos de las zonas que frecuentan normalmente.: 329 
La reproducción es largamente polígama: unos machos mayores se aparean con las hembras fértiles. Los machos evalúan la fertilidad probando la orina de la hembra para detectar estro en un proceso de varios pasos conocido como la respuesta Flehmen. Los machos prefieren hembras adultas jóvenes en vez de hembras menores o adultas mayores. Cuando detecta a una hembra en celo, el macho intentará cortejarla. Durante el cortejo, el macho dominante mantendrá a distancia a los machos subordinados. Durante la cópula, el macho se coloca en sus patas traseras con la cabeza arriba y sus patas delanteras descansando en los flancos de la hembra.
Aunque por lo general son silenciosas y no vocales, las jirafas pueden utilizar varios sonidos para comunicarse entre ellas. Durante el cortejo, los machos emiten toses fuertes. Las hembras llaman a sus crías con mugidos. Las crías emiten resoplidos, balidos, mugidos y sonidos parecidos a maullidos. Las jirafas también producen sonidos como roncas, siseos, gemidos y silbidos; a largas distancias se comunican entre ellas utilizando infrasonido.

### Parto y cuidado parental

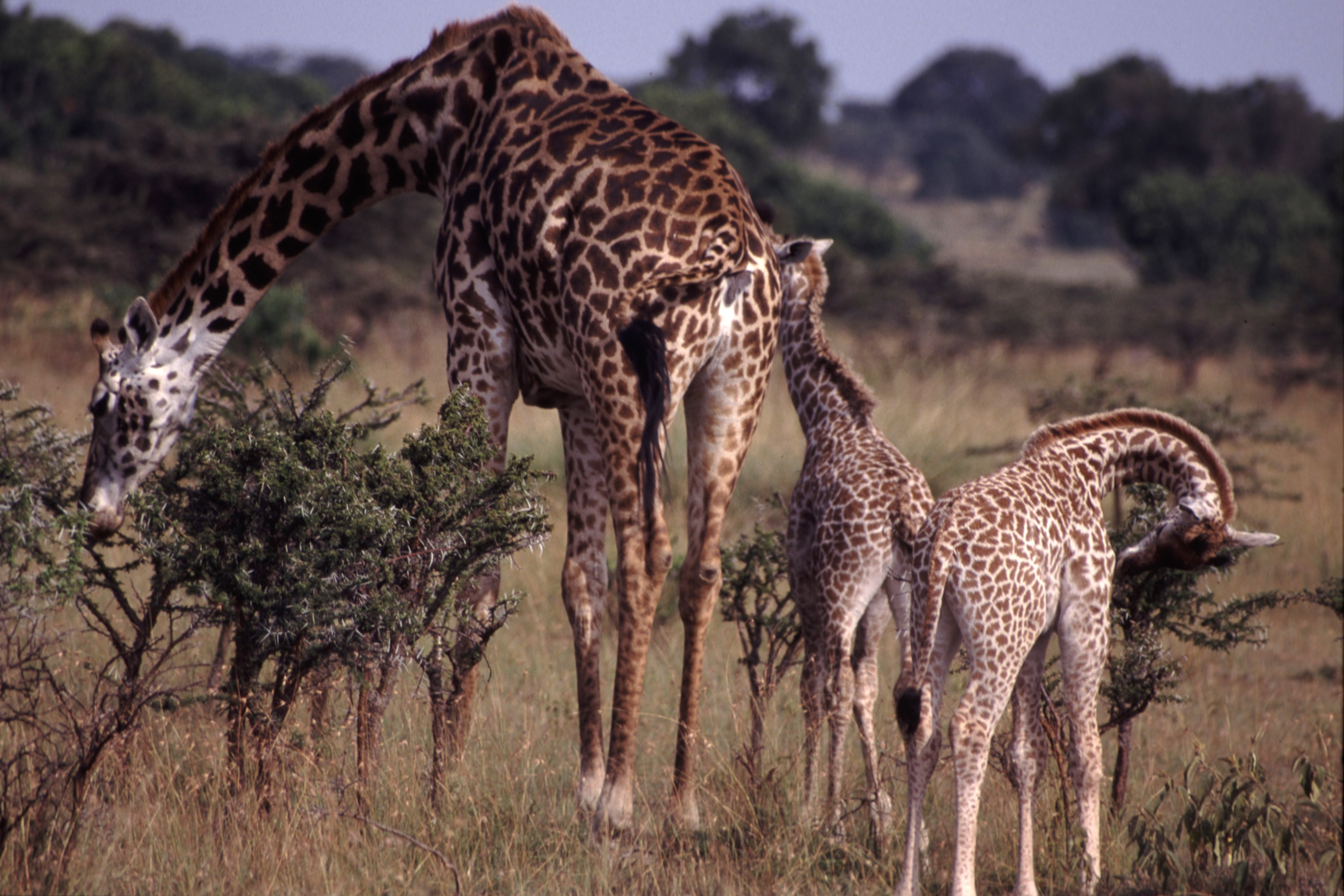
Hembra y terneros alimentándose. Son sobre todo las hembras que cuidan las crías, y que pueden agruparse en manadas de crías.

Tras una gestación que dura 400-460 días, la hembra normalmente da a luz a una sola cría, aunque en raras ocasiones pueden nacer gemelos. La hembra da a luz de pie. El ternero emerge primero con la cabeza y las patas delanteras, después de romper las membranas fetales, y cae al suelo, cortando el cordón umbilical. Luego la madre limpia el recién nacido y le ayuda a ponerse de pie.: 40 
Una jirafa recién nacida tiene una altura de aproximadamente 1,8 m. A las pocas horas de nacer, la cría puede correr y es casi indistinguible de un ternero de una semana de edad. Sin embargo, durante las primeras 1 a 3 semanas, pasa la mayor parte del tiempo escondiéndose; el patrón de su pelaje proporciona un camuflaje adecuado. Dentro de pocos días después de nacer se ponen erectos los osíconos, que permanecieron planas mientras estaba en el útero.
Las hembras con crías suelen agruparse en manadas de crías, ramoneando y moviéndose juntas. Ocasionalmente, algunas hembras en una manada de crías pueden dejar a sus crías con otra hembra mientras se alimentan y beben en otro lugar. Esto se conoce como «guardería de jirafas». Los machos adultos no desempeñan un papel notable en la crianza de los jóvenes,: 337  aunque parecen tener interacciones amistosas. Los terneros están en riesgo de depredación, y una hembra permanecerá encima de su ternero y dará patadas al depredador que se acerca. Las hembras que vigilan los terneros en una guardería de jirafas solo alertarán a sus propias crías si detectan una perturbación o peligro, aunque los demás terneros se darán cuenta y la seguirán también. El vínculo entre la hembra y su cría varía, aunque puede durar hasta el siguiente parto. Así mismo, los terneros pueden mamar por tan solo un mes: 335  o hasta un año. Las hembras alcanzan la madurez sexual cuando tienen cuatro años de edad, mientras que los machos maduran a los cuatro o cinco años. Sin embargo, los machos tienen que esperar hasta que tengan por lo menos siete años para ganar la oportunidad de aparearse.: 40 

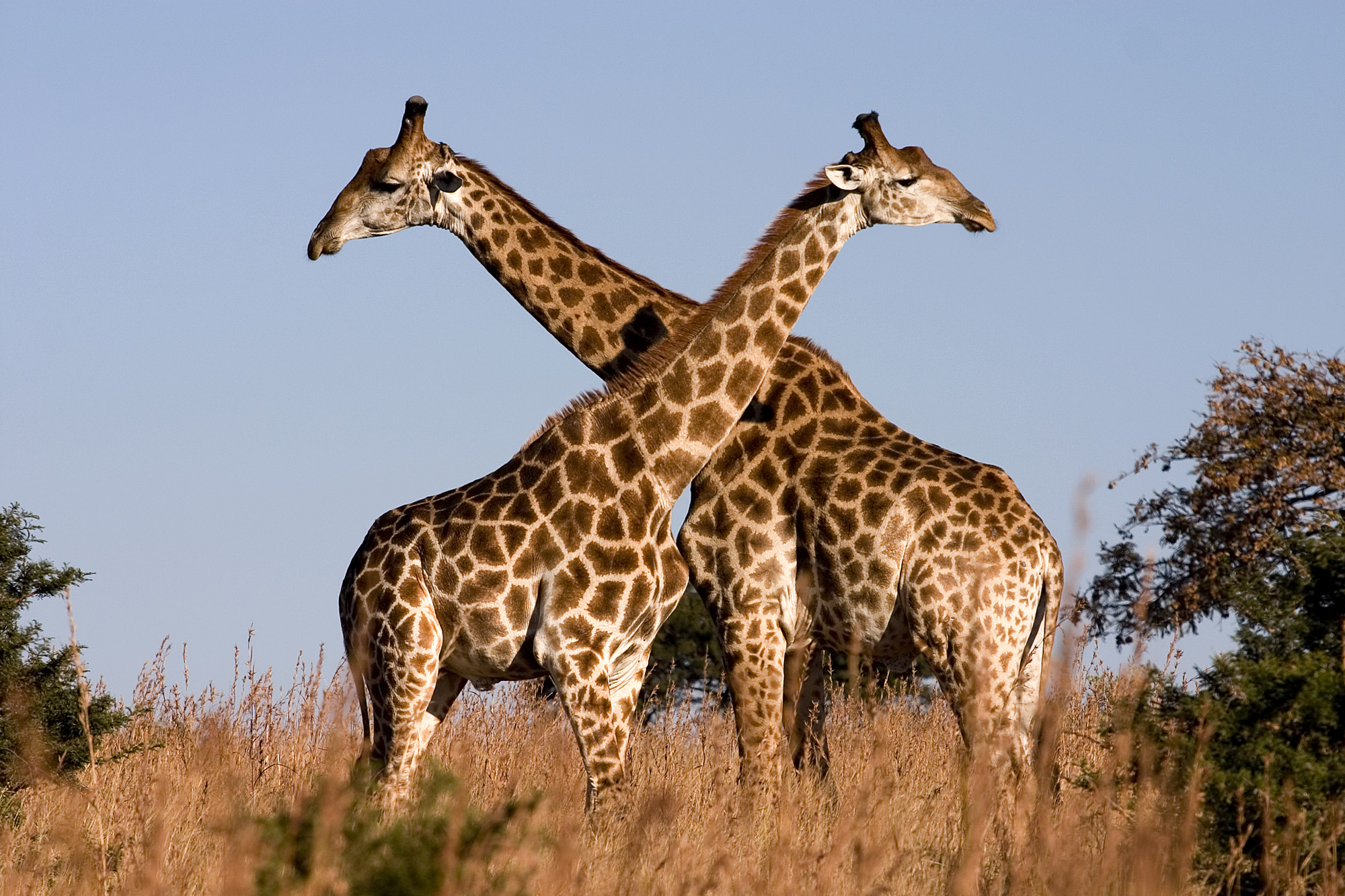
Los machos se dedican al duelo de cuellos (necking) para establecer el dominio.

### Esgrima de pescuezos
Los machos utilizan sus cuellos o pescuezos como armas en el combate con rivales, un comportamiento conocido en inglés como «necking». El combate de cuellos se utiliza para establecer el dominio entre los machos; los machos que ganan estos duelos tienen mayor éxito reproductivo. Este comportamiento se produce a baja o alta intensidad. En duelos de baja intensidad, los combatientes se frotan y se apoyan con el cuello el uno contra el otro. El macho que logra mantenerse más erecto gana el duelo. En duelos de alta intensidad, los machos extenderán sus patas delanteras y pivotarán el cuello para golpear el otro con gran fuerza con sus osiconos. Los contendientes tratarán de esquivar los golpes de cada uno y luego prepararse para contrarrestar. La fuerza de los golpes depende del peso del cráneo y el arco de la oscilación. Un duelo puede durar más de media hora, dependiendo del equilibrio de fuerzas entre los contendientes.: 331  Aunque la mayoría de los duelos no resulta en lesiones graves, existen registros de fracturas de mandíbulas, fracturas de cuellos e incluso muertes.
Después de un duelo, es común que los dos machos se acaricien y cortejen, conduciendo a la monta y al clímax. Se descubrió que tal interacción entre machos ocurre con mayor frecuencia que el acoplamiento heterosexual. En un estudio, se registró que hasta un 94% de los incidentes de monta ocurrieron entre machos. La proporción de las actividades del mismo sexo variaba de 30 hasta 75%. Solo 1% de los incidentes de monta del mismo sexo se produjo entre hembras.

### Mortalidad y salud

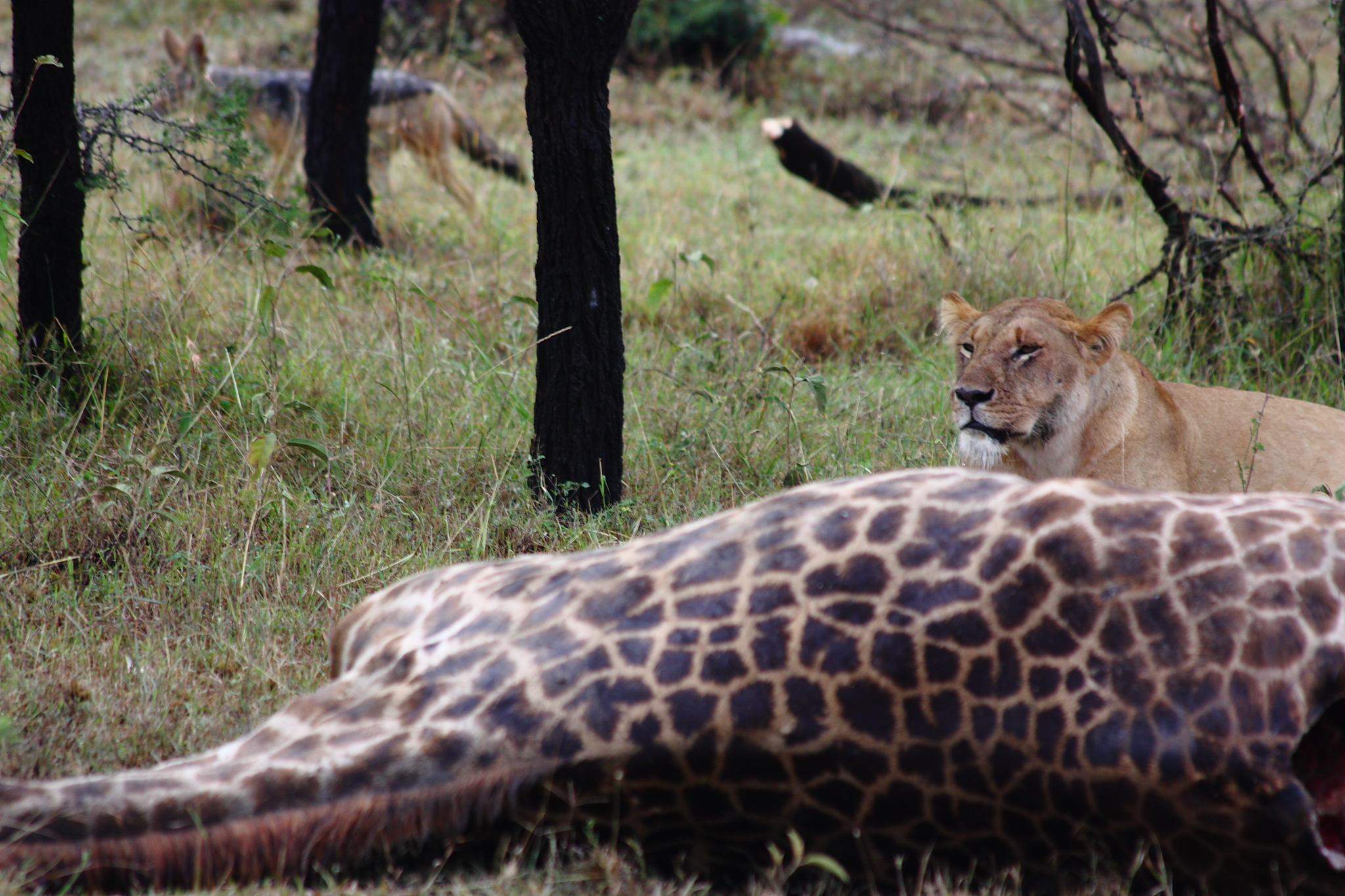
Leona con una jirafa como presa.

Las jirafas tienen una esperanza de vida de hasta 25 años en estado salvaje, excepcionalmente longeva en comparación con otros rumiantes, Debido a su tamaño, su buena vista y sus poderosas patadas, las jirafas adultas por lo general no están sujetas a la depredación. Sin embargo, pueden ser depredadas por leones, e incluso son presas habituales para ellos en el Parque nacional Kruger. Los cocodrilos del Nilo también pueden representar una amenaza para las jirafas cuando se agachan para beber.: 31  Los terneros son mucho más vulnerables que los adultos, y son también depredados por leopardos, hienas manchadas y perros salvajes. Entre un cuarto y la mitad de los terneros alcanzan la edad adulta.
Para prevenir ataques de depredadores terrestres mientras beben, las jirafas viajan en pequeños grupos y se turnan para agacharse. Una o dos de ellas se encargan de mirar a diferentes direcciones mientras las otras permanecen inclinadas bebiendo líquido. Al terminar, es su turno de vigilar. Ante ataques de cocodrilos no hay mucho que puedan hacer, pues al recibir una mordedura en el cuello, el cuerpo pierde equilibrio hacia adelante.
Las jirafas se ven afectadas por diferentes parásitos. A menudo son anfitriones de garrapatas, especialmente en el área alrededor de los genitales donde la piel es más delgada que en otras áreas. Las especies de garrapatas que comúnmente se alimentan de las jirafas pertenecen a los géneros Hyalomma, Amblyomma y Rhipicephalus. Las jirafas dependen de aves como el picabueyes piquigualdo y picabueyes piquirojo para librarlos de las garrapatas y alertarlos al peligro. Las jirafas albergan numerosas especies de parásitos internos y son susceptibles a diversas enfermedades. Fueron víctimas de la peste bovina, una enfermedad viral (ahora erradicada).

## Relación con el hombre

### Historia y significado cultural

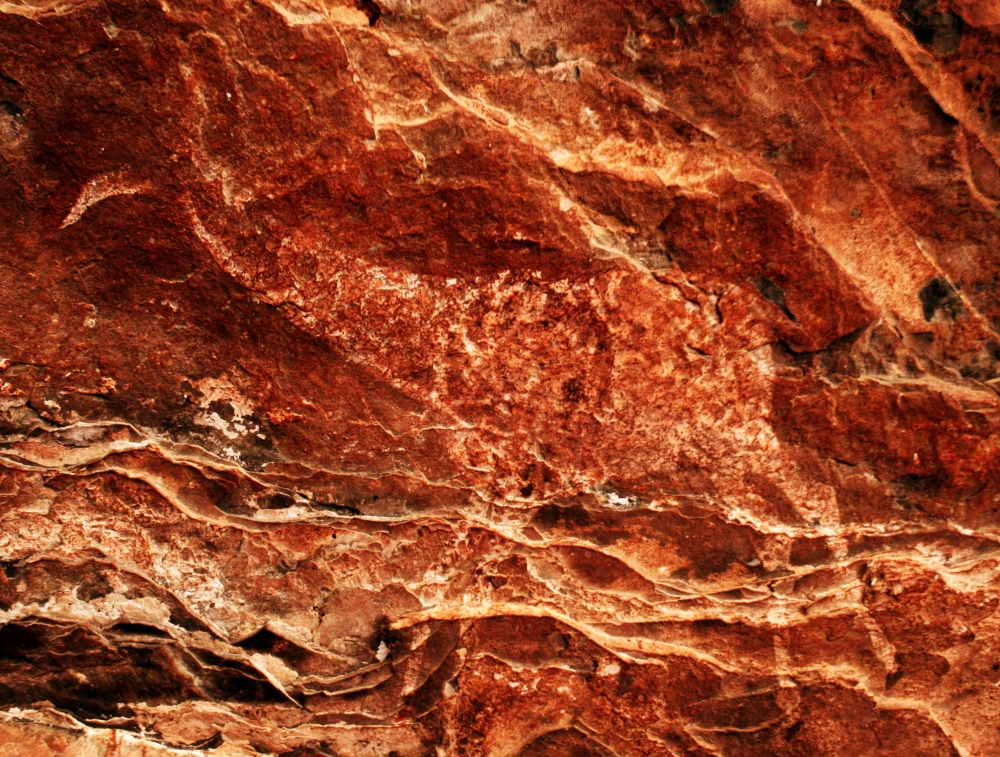
Arte rupestre san en Namibia representando una jirafa.

Los seres humanos interactuaron con las jirafas durante milenios. El pueblo san del sur de África tienen bailes medicinales con los nombres de algunos animales; el baile de la jirafa se realiza para tratar dolencias de la cabeza. El origen de la altura de la jirafa ha sido el tema de varios cuentos africanos, incluyendo uno que relata que la jirafa creció por comer demasiadas hierbas mágicas. Las jirafas fueron representadas en el arte tradicional en todo el continente africano, incluyendo el de los kifianos, egipcios, meroíticos y nubios.: 45–47  Los kifianos crearon un grabado rupestre de dos jirafas de tamaño natural el cual ha sido caracterizado como el «más grande petroglifo de arte rupestre del mundo».: 45  Los egipcios dieron su propio jeroglífico a la jirafa, llamado «sr» en egipcio antiguo y «mmy» en períodos posteriores.: 49  También mantuvieron jirafas como mascotas y las enviaron a varios sitios en la región del Mediterráneo.: 48–49 

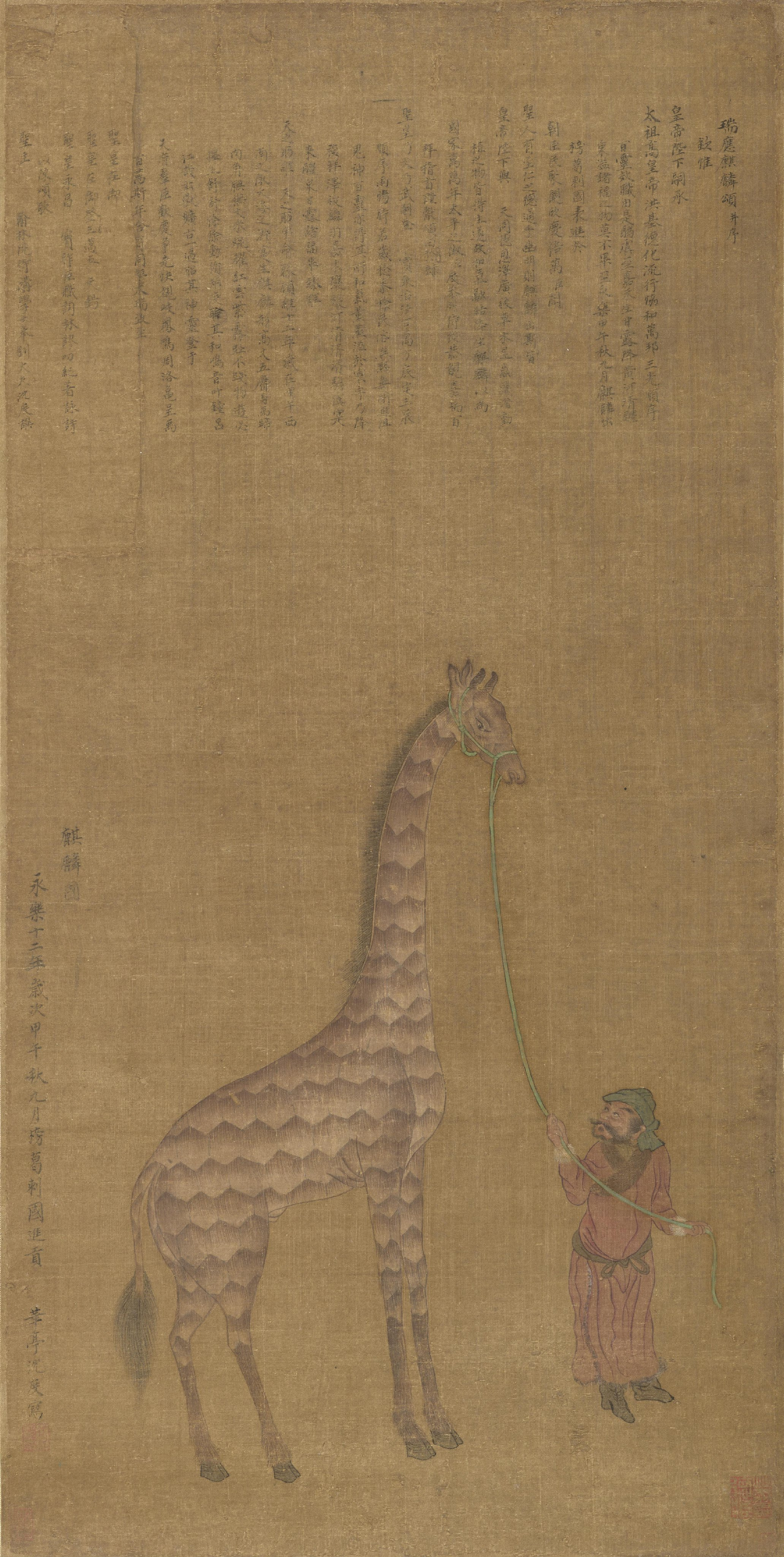
Pintura de una jirafa importada en China durante la dinastía Ming.

La jirafa también se conocía en la Antigua Grecia y Antigua Roma, donde se creía que se trataba de un híbrido natural de un camello y un leopardo y lo llamaron camelopardalis.: 50  La jirafa fue uno de los muchos animales capturados y exhibidos por los romanos. La primera jirafa en Roma fue traída por Julio César en 46 a. C. y exhibida al público.: 52  Con la caída del imperio romano, disminuyó también el número de jirafas alojadas en Europa.: 54  Durante la Edad Media, los europeos solo conocieron las jirafas mediante el contacto con los árabes, que veneraron a la jirafa por su aspecto peculiar.
En 1414, una jirafa fue enviado de Malindi a Bengala. Luego fue llevada a China por el explorador Zheng He y colocada en un zoológico de la Dinastía Ming. El animal fue una fuente de fascinación para el pueblo chino, que la asoció con el mítico Qilin.: 56  La «jirafa de Medici» era una jirafa presentada a Lorenzo de Medici en 1486. Causó gran agitación a su llegada a Florencia. Otra jirafa famosa era la que fue traída de Egipto a París a principios del siglo XIX como regalo de Mehmet Alí de Egipto a Carlos X de Francia. La jirafa se convirtió en una sensación y el objeto de numerosos memorativos o «giraffanalia».: 81 
Las jirafas continúan teniendo una presencia en la cultura moderna. Salvador Dalí las representó con crines conflagrados en algunas de sus pinturas surrealistas. Dalí consideró la jirafa un símbolo de masculinidad, y una jirafa en llamas representaba un «monstruo cósmico y apocalíptico masculino».: 123  Varios libros para niños incluyen la jirafa, tales como The Giraffe Who Was Afraid of Heights por David A. Ufer, Giraffes Can't Dance de Giles Andreae, y La jirafa, el pelícano y el mono de Roald Dahl. Las jirafas aparecieron en películas de animación, como personajes menores en El Rey León y Dumbo de Disney, y en un papel más prominente en las películas The Wild y Madagascar. Sofía la jirafa ha sido popular como mordedor para niños desde 1961. Otra famosa jirafa de ficción es la mascota de Toys "R" Us conocida como Geoffrey la jirafa.: 127  La jirafa es también el animal nacional de Tanzania.
La jirafa fue también utilizada para algunos experimentos y descubrimientos científicos. Los científicos analizaron las propiedades de la piel de la jirafa para desarrollar trajes para astronautas y pilotos de combate: 76  porque las personas en estas profesiones corren el riesgo de perder el conocimiento si la sangre fluye hacia las patas. Los científicos en computación modelaron los patrones del pelaje de varias subespecies de la jirafa utilizando mecanismos de reacción-difusión.
La constelación de Camelopardalis, introducida en el siglo XVII, representa una jirafa.: 119–20  El pueblo tsuana de Botsuana consideró a la constelación Crux como dos jirafas: Acrux y Mimosa representando un macho, y Gacrux y Delta Crucis representando una hembra.

### Explotación y estado de conservación

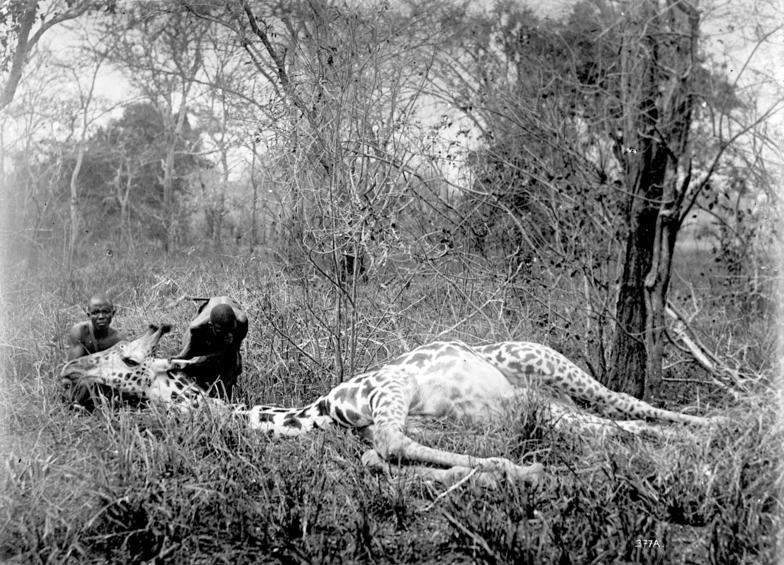
Una jirafa cazada por nativos a principios del.

Las jirafas eran probablemente objetivos comunes para cazadores a lo largo de África.: 337  Las diferentes partes del cuerpo se utilizaron para varios propósitos. La carne fue utilizada como alimento. Los pelos de la cola sirvieron como matamoscas, pulseras, collares e hilo.: 337  La piel se utilizó para fabricar escudos, sandalias y tambores, y los tendones sirvieron como cuerdas de los instrumentos musicales. Los curanderos de Buganda utilizaron el humo de la quema de piel de jirafa para el tratamiento de hemorragias nasales.: 337  En el pueblo de los Humr de Sudán se consume la bebida Umm Nyolokh, que se hace del hígado y médula ósea de jirafas. Umm Nyolokh a menudo contiene DMT y otras sustancias psicoactivas derivadas de las plantas que las jirafas comen, como el Acacia, y se dice que causa alucinaciones de jirafas, las cuales serían fantasmas de jirafas, según los Humr. En el siglo XIX, los exploradores europeos comenzaron a cazar las jirafas por diversión.: 129  La jirafa también sufrió los efectos de la destrucción de hábitat. Aunque la jirafa puede coexistir con el ganado, ya que no compiten directamente por alimentos, en el Sahel la demanda de leña y de zonas de pastoreo para el ganado condujeron a la deforestación.
La jirafa fue clasificada como una especie bajo preocupación menor por la UICN, ya que sigue siendo numerosa. Sin embargo, ha sido extirpada en gran parte de su área de distribución histórico incluyendo Eritrea, Guinea, Mauritania y Senegal. También puede haber desaparecido de Angola, Malí y Nigeria, aunque fue introducida en Ruanda y Suazilandia. Dos subespecies, la jirafa de África Occidental y jirafa de Rothschild, fueron clasificadas como en peligro de extinción, porque solo quedan unos cientos de ejemplares en estado salvaje. En 1997, Jonathan Kingdon sugirió que la jirafa nubiana era la más amenazada de todas. Es posible que contaba menos de 250 ejemplares en 2010, aunque esta estimación es incierta. Las reservas de caza privada contribuyeron a la conservación de las poblaciones de jirafas en África meridional. Giraffe Manor es un conocido hotel de Nairobi, que también sirve como santuario para las jirafas de Rothschild. Actualmente la jirafa es una especie protegida en la mayor parte de su área de distribución. En 1999 se estimó la población en estado salvaje en más de 140.000 jirafas, pero las estimaciones para el año 2010 indicaron que este total había disminuido a menos de 80.000.

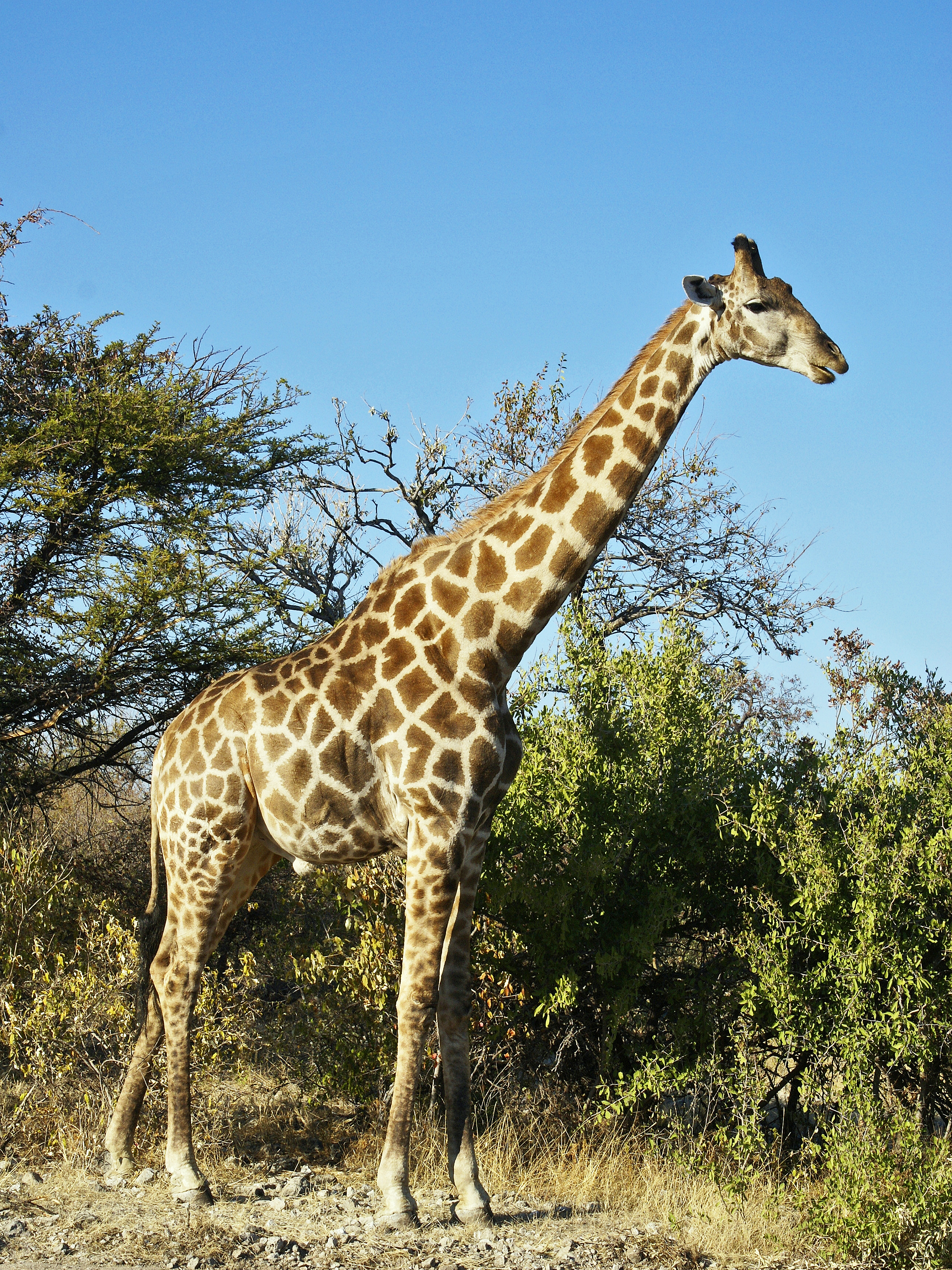
G. c. angolensis
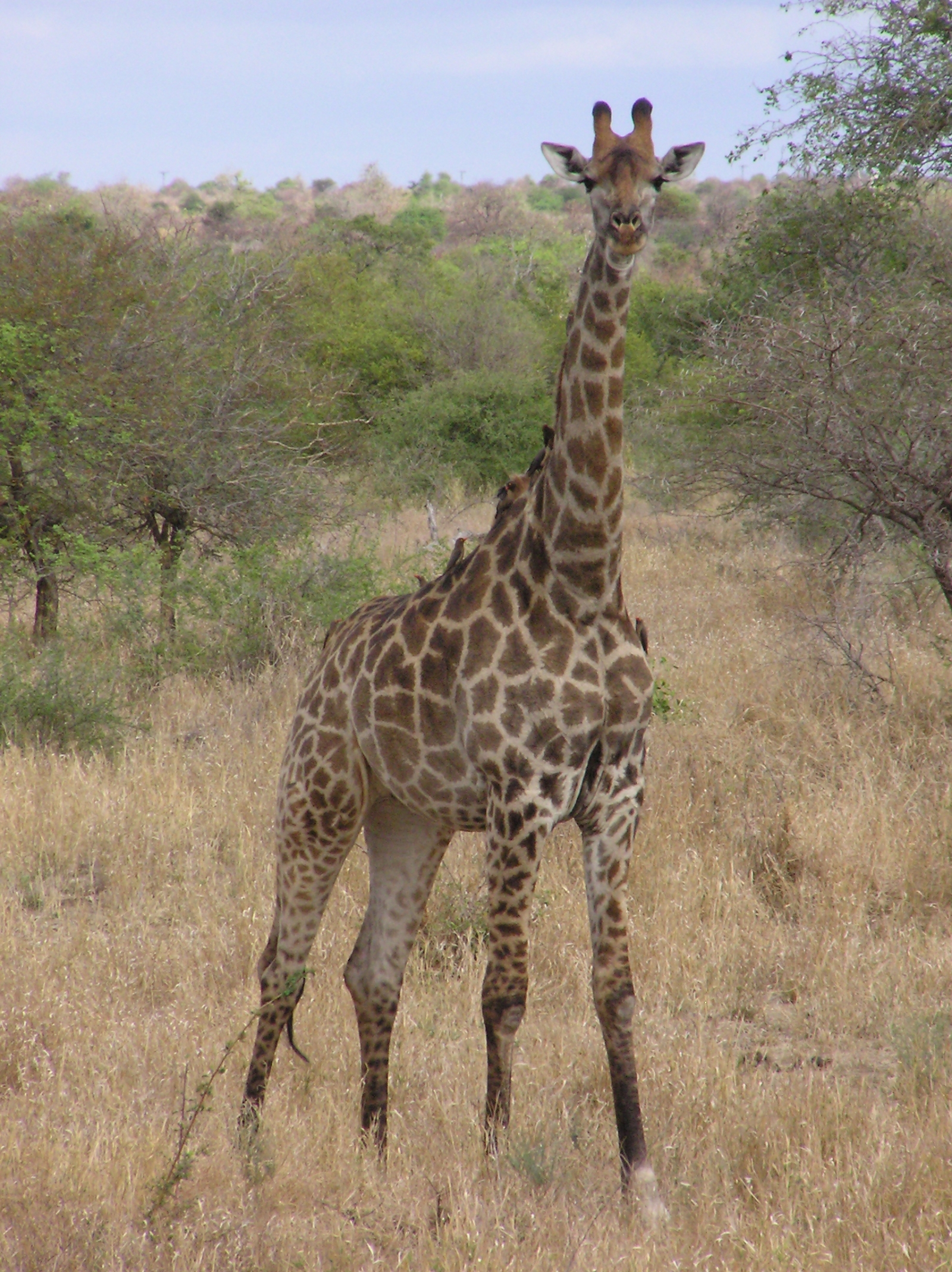
G. c. giraffa
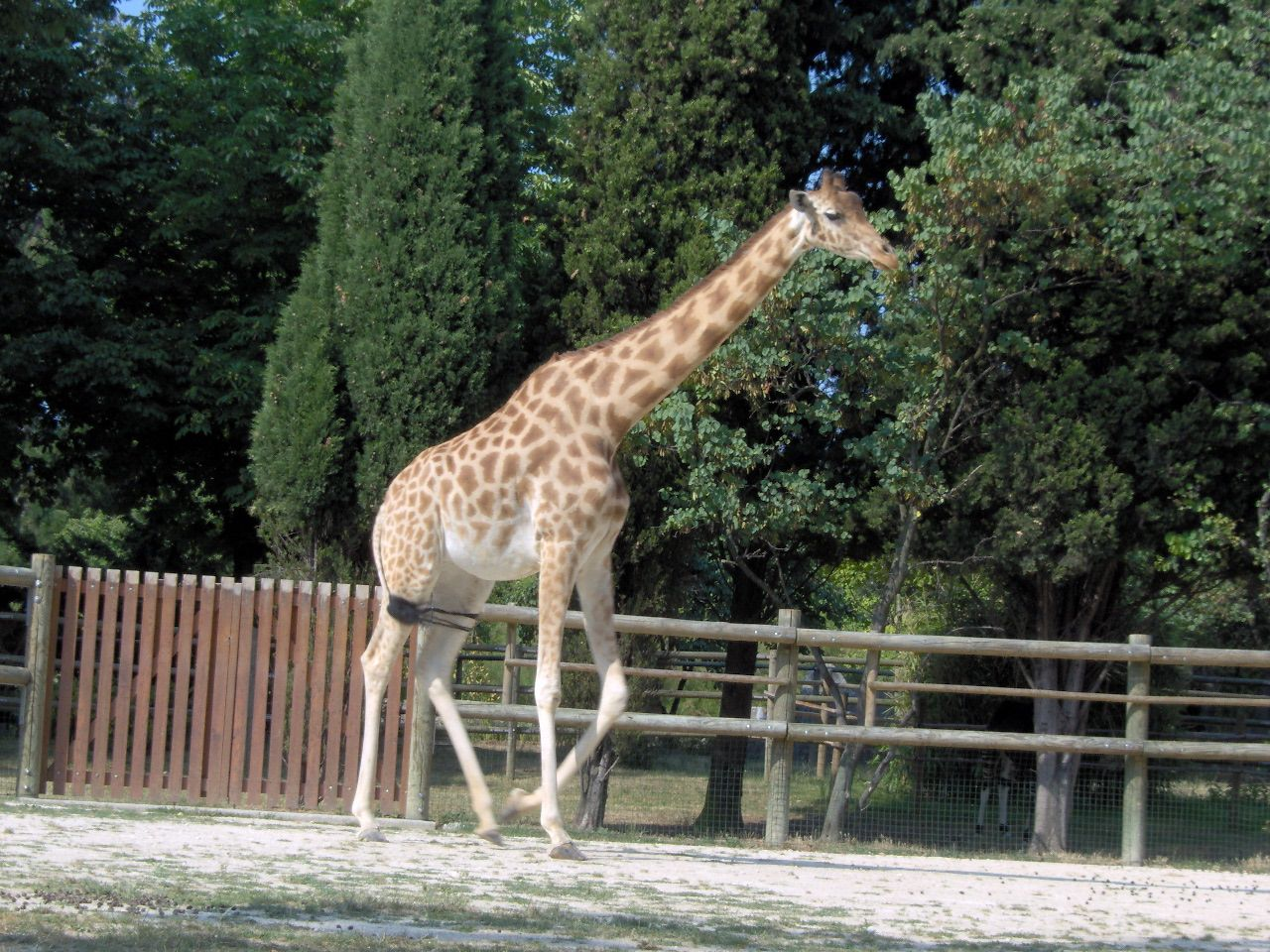
G. c. antiquorum
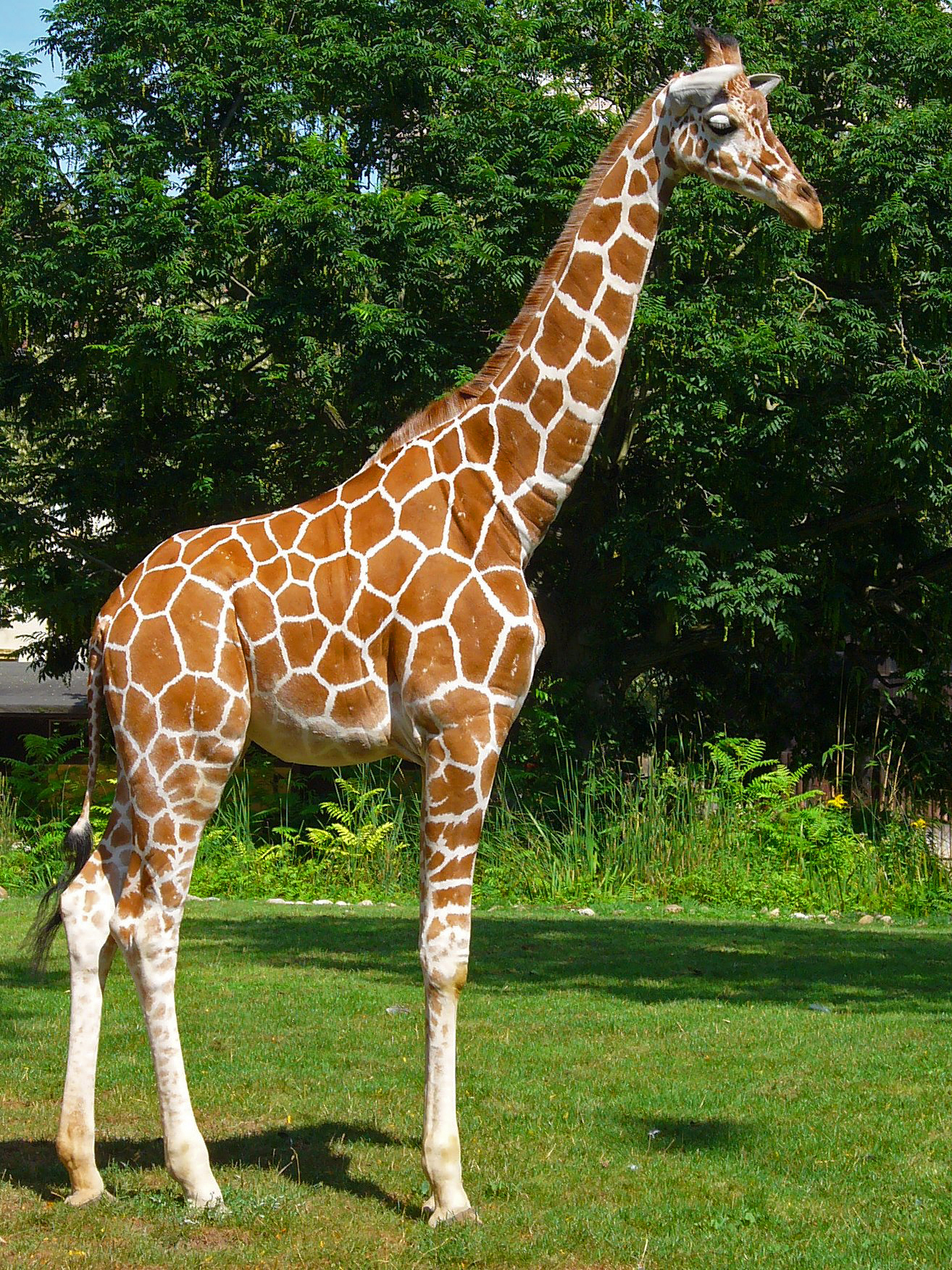
G. c. reticulata
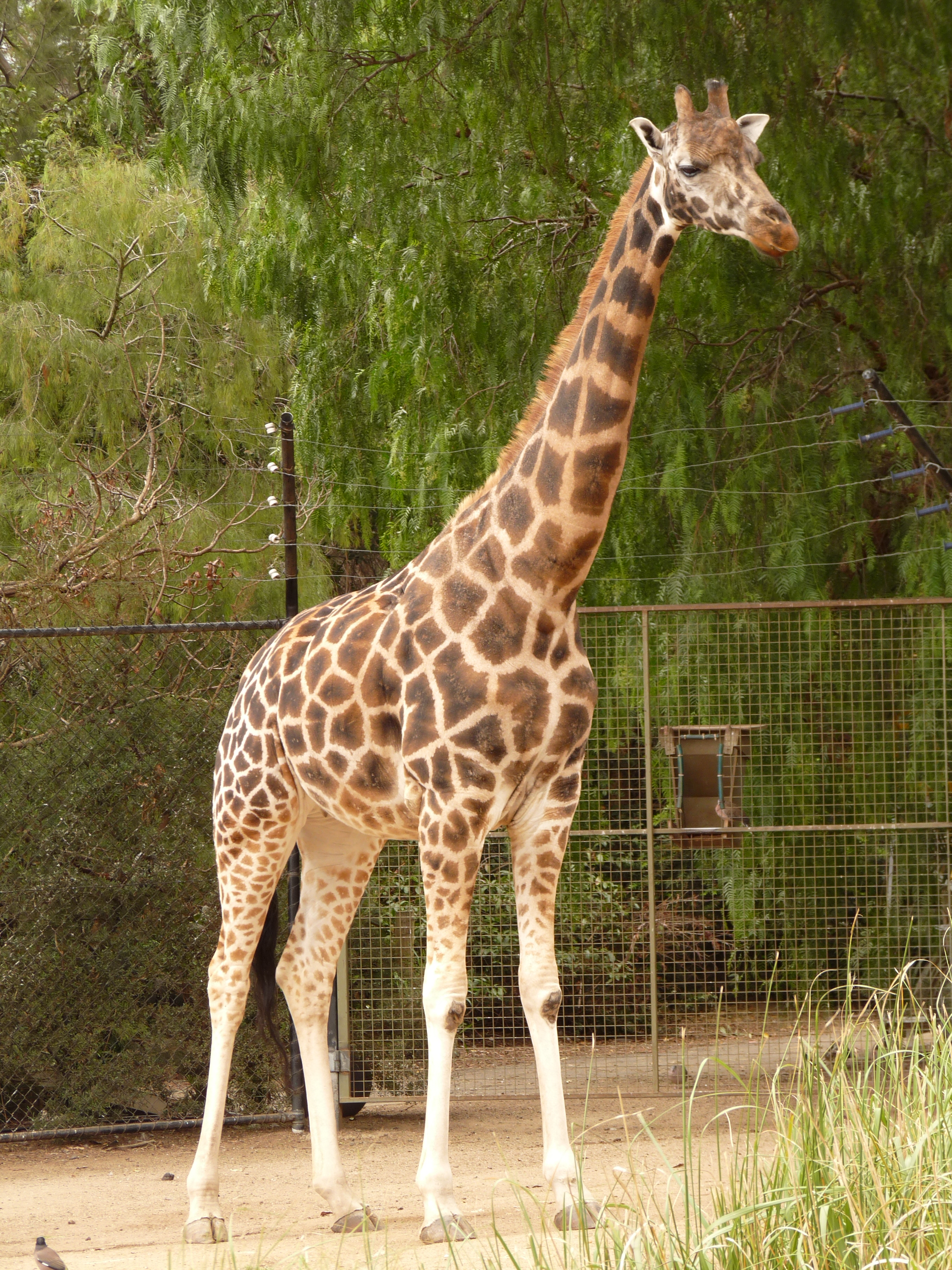
G. c. rothschildi
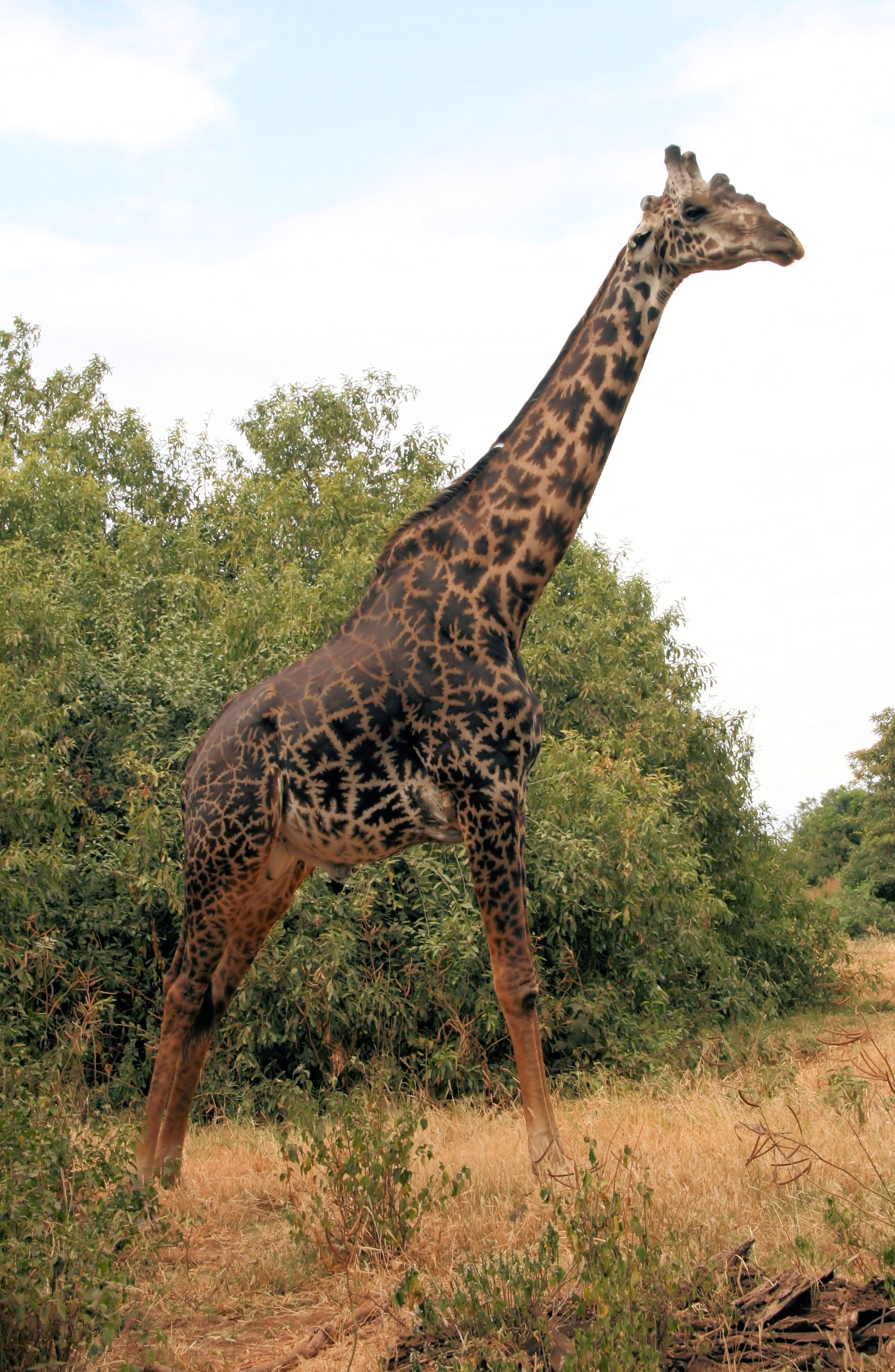
G. c. tippelskirchi